# Der Mann ohne Eigenschaften

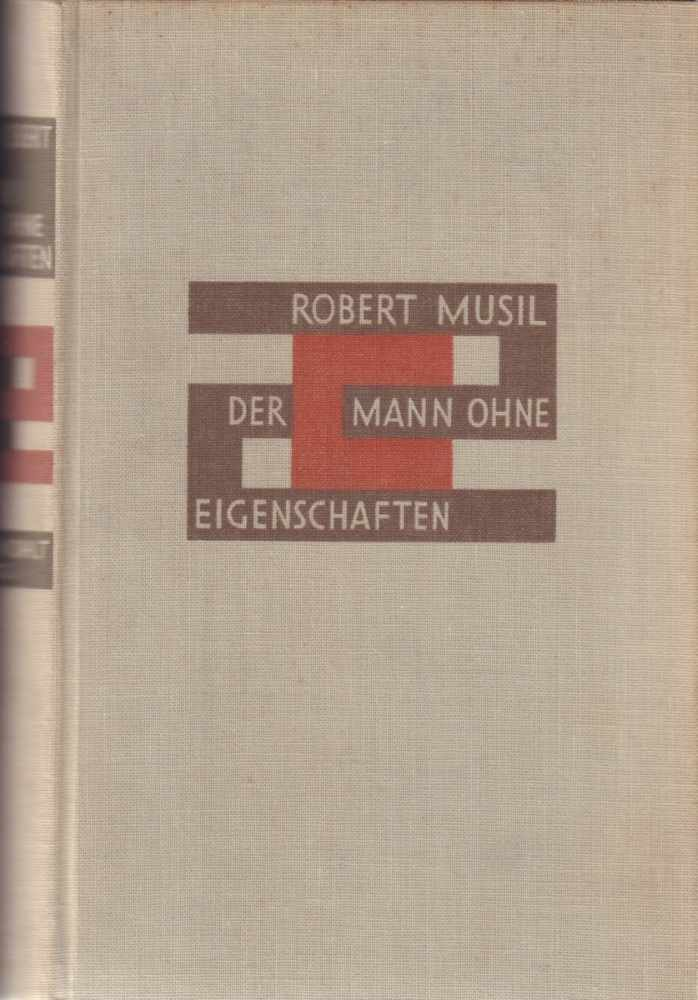
Verlagseinband der Erstausgabe 1930

Der Mann ohne Eigenschaften ist das Hauptwerk Robert Musils und wird zu den bedeutendsten Romanen des 20. Jahrhunderts gezählt. Es erschien ab 1930 in drei Bänden. Im Mittelpunkt der hauptsächlich in Wien kurz vor dem Ersten Weltkrieg angesetzten Handlung steht Ulrich, ein junger Intellektueller auf der Suche nach sinnvoller und ihn ausfüllender beruflicher und privater Existenz, der in vieler Hinsicht Züge von Musil selbst trägt. Von Umständen getrieben und mit ihnen experimentierend, wird Ulrich zum Mitakteur in einer Parallelaktion, in der einflussreiche Kreise der Donaumonarchie das 70. Thronjubiläum von Kaiser Franz Joseph im Jahr 1918 vorbereiten. Dieses soll gegenüber dem für dasselbe Jahr zu erwartenden 30. Thronjubiläum des Deutschen Kaisers Wilhelm II. keinesfalls an Glanz und Ausstrahlung zurückstehen.
Ulrichs ohnehin distanziertes Interesse an diesem von Musil ironisch ausgemalten und mit einer Vielzahl gesellschaftsanalytischer Essays angereicherten Vorhaben erlischt nahezu, als er anlässlich der Beerdigung des Vaters seiner verheirateten Schwester Agathe wiederbegegnet. Zwischen den Geschwistern entwickelt sich ein inzestuös getöntes Verhältnis, das auf die Suche nach einem anderen Zustand von „tagheller Mystik“ gerichtet ist. In immer neuen Bemühungen, diesen anderen Zustand auszuloten und in ein Ganzes einzubinden, gelangt der Verfasser zu keinem Romanende.
„Kakanien“ nennt Musil im Roman die in überkommenen Strukturen erstarrte, spannungsgeladene und dem Untergang geschäftig entgegentaumelnde k. u. k. Monarchie. Im unmittelbaren Vorfeld des von vielseitiger anfänglicher Begeisterung getragenen Ersten Weltkriegs, auf den der Autor bei der Niederschrift des Romans bereits zurückblickt, entfaltet Musil seinen weitgespannten, zwischen gegebener Wirklichkeit und vorstellbaren Möglichkeiten pendelnden Reflexionshorizont. Die Titelfigur wird zum „Mann ohne Eigenschaften“, indem sie sich zu nichts ernsthaft bekennen mag und sich jeder Festlegung im eigenen Leben entzieht, um sich für neue Optionen und Konstellationen offenzuhalten.

## Entstehungsrahmen
Anklänge und Bezüge zum eigenen Leben, zeitgenössische Medienmeldungen und -berichte sowie Beobachtungen in Gesellschaft, Politik und Kultur waren die wesentlichen Rohstoffe, aus denen Musil sein Hauptwerk formte. Personen seines sozialen Umfelds wurden von ihm oft deutlich erkennbar gespiegelt. Teile des Romanstoffs greifen Zeitungsberichte auf; in weiteren Passagen widmet der Verfasser sich in einer Vielzahl essayartiger Reflexionen der geistigen Situation der Zeit und gesellschaftlichen Entwicklungstendenzen.

### Autobiographische Motive

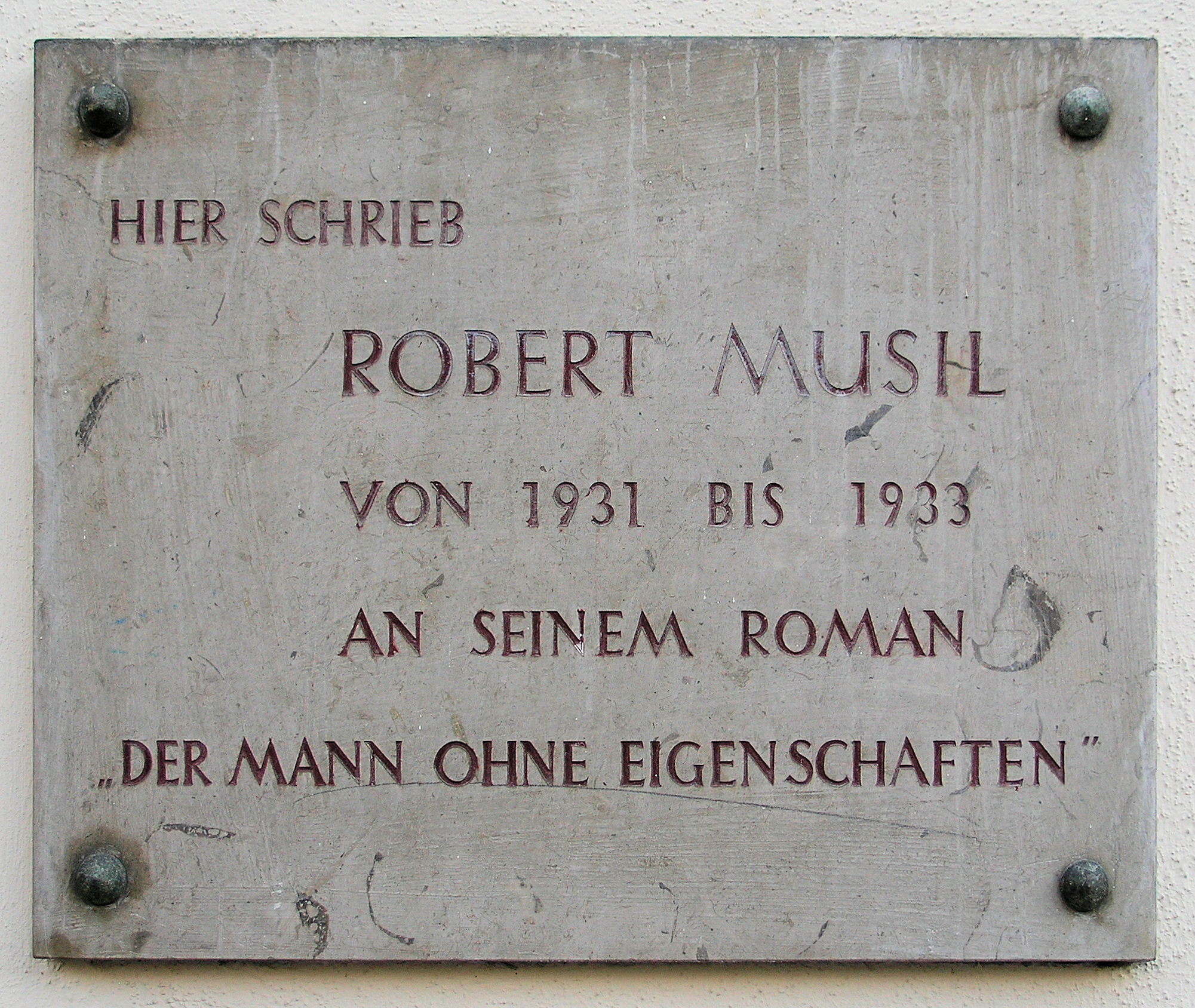
Gedenktafel am Haus Kurfürstendamm 217 in Berlin-Charlottenburg

„Als wäre alles schon in der Kindheit beschlossen“, überschreibt Karl Corino das Anfangskapitel seiner Biographie zu Robert Musil, diesen zitierend. Zu der bereits vier Jahre vor seiner Geburt und vor ihrem ersten Geburtstag verstorbenen, also ungekannten Schwester Elsa, deren Erinnerung die Eltern wachhielten, entwickelte Robert im Kindesalter eine eigentümliche Beziehung, die sich gelegentlich auch in heimlichen Wünschen, ein Mädchen zu sein, äußerte. Das Verhältnis von Ulrich und Agathe im „Mann ohne Eigenschaften“ knüpft daran an. Wie Musil selbst lässt auch sein Roman-Pendant Ulrich im Übrigen wenig menschliche Nähe zu. Musil hat schon in jungen Jahren schwer Freundschaft geschlossen und war von der Anrede „lieber Freund“ abgestoßen. Auch bei den ganz wenigen Freunden befielen ihn laut Corino widerstreitende Gefühle.
Entsprechende Parallelen sind auch in der Vaterbeziehung Musils und Ulrichs erkennbar. Das in den Roman eingeflochtene mahnende Schreiben des Vaters an den Sohn in Bezug auf dessen mangelnde Verankerung im Berufsleben gilt Corino in Kenntnis des Briefstils von Alfred Musil und in Anbetracht von Robert Musils Lebenslage für authentisch. Der Vater anerkennt darin zunächst löbliche Ansätze und Leistungen des Sohnes, die ihm von anderen zugetragen würden, beklagt in der Folge aber dessen Ziellosigkeit:

„Aber einerseits Dein, allerdings nicht von mir, ererbter Hang, zwar, wenn Dich eine Aufgabe lockt, die ersten Schritte stürmisch zurückzulegen, dann aber gleichsam ganz zu vergessen, was Du Dir und denen schuldest, die ihre Hoffnungen auf Dich gesetzt haben, andererseits der Umstand, daß ich Deinen Nachrichten auch nicht das geringste Zeichen zu entnehmen vermag, das auf einen Plan für Dein weiteres Verhalten schließen ließe, erfüllen mich mit schwerer Sorge.“

Über Musils Ausbildung für den Bibliotheksdienst und seine Anstellung als Bibliothekar an der Technischen Hochschule in Wien vom April 1911 bis zum Februar 1914 freuten sich die Eltern; für Robert handelte es sich aber um keine auf Dauer erfüllende Beschäftigung. Er übte sie auch nur bis April 1913 aktiv aus und ließ sich dann infolge eines ärztlich attestierten nervösen Erschöpfungszustands krankheitshalber beurlauben. Im Februar 1914 kündigte Musil seine Stellung, um sich fortan als freier Schriftsteller zu betätigen und sein Auskommen zu suchen. Im Roman entwirft er bezüglich der Bibliothekarsqualifikation ein ironisches Bild, wonach die Kenntnis der in der eigenen Regie befindlichen Bücher gerade darauf beruhe, keines gründlich zu lesen. In Kapitel 100 „General Stumm dringt in die Staatsbibliothek ein und sammelt Erfahrungen über Bibliothekare, Bibliotheksdiener und geistige Ordnung“ schreibt Musil: „Es ist das Geheimnis aller guten Bibliothekare, daß sie von der ihnen anvertrauten Literatur niemals mehr als die Büchertitel und das Inhaltsverzeichnis lesen.“ Wer sich auf den Inhalt einlasse, sei als Bibliothekar verloren, erfährt der General von dem Doktor und Privatdozenten für Bibliothekswesen, der ihn führt.

### Zeitfaktoren
Musils Hauptwerk hat sich als Reaktion des Schriftstellers auf die durch den Ersten Weltkrieg bewirkten Umwälzungen aus diversen Anläufen und Vorstufen entwickelt. Musil selbst sah im Rückblick „eine Folge von Stufen, die von verschiedenen Treppen herrührten und zu einer neuen Gestalt verarbeitet werden mußten.“ Dabei wechselten sowohl die Werktitel von „Der Spion“ (1919/20) über „Der Erlöser“ (1921–23) und „Die Zwillingsschwester“ (1923–26) als auch die Namen des Romanhelden, der ursprünglich Achilles und dann Anders geheißen hatte, bevor er zu Ulrich wurde. Nimmt man die autobiographischen Motive hinzu, liegen die Entstehungsgründe für das Werk noch weit vor den 1920er Jahren.
Mit der Fertigstellung tat sich Musil in seinen kaum enden wollenden konzeptionellen und abschnittbezogenen Überarbeitungen durchgängig schwer. Zwischenzeitlich befielen ihn längere Schreibblockaden, aus denen er sich nur mit psychotherapeutischer Hilfe lösen konnte. „Das Nicht-stehen-lassen-Können, das bis zu zwanzigfache Umschreiben einzelner Kapitel, ohne Rücksicht auf seine immer prekärer werdende finanzielle Situation, führte dabei letztlich erst zu der sprachlichen und gedanklichen Komplexität des Romans.“
Der zeitgeschichtliche Brennpunkt von Musils Romanprojekt war die Katastrophe des Ersten Weltkriegs, den er zu Anfang ebenso euphorisch begrüßte wie andere Intellektuelle und Teilhaber der künstlerischen Avantgarde auch. Seinen Beitrag „Europäertum, Krieg und Deutschtum“ in der Literaturzeitschrift Die Neue Rundschau, deren Redaktion er nach der Kündigung der Bibliothekarsstelle beigetreten war, nennt Oliver Pfohlmann eine ästhetische Bankrotterklärung. „Denn das im August 1914 auch in Musil tobende Gefühlsgemisch aus Nationalismus, Opferbereitschaft und Bellizismus stand im klaren Widerspruch zu seinen bisherigen ästhetischen Werten und Zielen.“ Diese seien wie bei vielen Vertretern der literarischen Moderne bis dahin eher europäisch-modern gewesen und damit im Gegensatz stehend zu jenen von seiner Generation als überholt abgelehnten Werten wie Treue, Nationalismus oder Pflichterfüllung, die nun vom Krieg schlagartig wiederbelebt wurden. Der Verarbeitung dieser Selbst- und Kriegserfahrung war Musils schriftstellerisches Werk in der Folge wesentlich gewidmet.
Im Mann ohne Eigenschaften sollte die Vorkriegsepoche am Beispiel des altösterreichischen „Kakanien“ in der Untergangsperspektive gezeigt werden. Während des bis zu Musils Tod sich hinziehenden Fortschreibungsprozesses an dem Roman ergaben sich vielfältige neue Entwicklungen und Umbrüche, darunter Weltwirtschaftskrise und Faschismus, die – bezogen auf 1913, das Jahr der Romanhandlung – teils anachronistisch in Musils Reflexions- und Darstellungsrahmen einflossen. „Die Arbeit an dem Roman wurde dadurch nicht erleichtert. Möglicherweise ist die schicksalhafte Verschränkung der Zeitebenen im Alltag und im Kopf des Autors nach und nach auch einer der Hauptgründe für die Unabschließbarkeit des Romanprojekts geworden.“ Musil hinterließ ein Konvolut von 12.000 Blättern mit 100.000 Anmerkungen und Querverweisen, aus denen spätere Herausgeber nach eigenem Gutdünken den Roman fortsetzten. Seit 2009 liegt eine digitale Version des Gesamtwerks (Klagenfurter Ausgabe) vor.

## Gestaltungsmerkmale
Schon bevor Musil überhaupt zu publizieren begann, hatte er in sein Tagebuch eine programmatische Selbstdefinition eingetragen. Er wolle sein eigener Historiker sein bzw. der Gelehrte, „der seinen eigenen Organismus unter das Mikroskop setzt.“ Für seine Analysen der seelischen „Abenteuer und Irrfahrten“ legte er sich den Beinamen „monsieur le vivisecteur“ zu. Diesen Forscher-Anspruch hat Musil fortan hochgehalten, allerdings über den eigenen Organismus hinaus umfassend erweitert. In seinem Hauptwerk dominiert denn auch zunächst das nüchterne Experimentalbewusstsein des Naturwissenschaftlers, so Dietrich Hochstätter. „Er wahrt das Bewusstsein des Vorbehalts und ist vorsorglich auf Ausschaltung allen Gefühls bedacht. Die Grundposition bestimmt eine Sprachhaltung, die insbesondere dem ersten Buch des Romans jenes Fluidum von Nonchalance, Liebenswürdigkeit und ironischer Sorglosigkeit verleiht, das in der deutschen Literatur nicht seinesgleichen hat.“
Vielfältig sind Musils Mittel, zu der vorgefundenen Realität Distanz aufzubauen:

„Man ist früher mit besserem Gewissen Person gewesen als heute. Die Menschen glichen den Halmen im Getreide; sie wurden von Gott, Hagel, Feuersbrunst, Pestilenz und Krieg wahrscheinlich heftiger hin und her bewegt als jetzt, aber im ganzen, stadtweise, landstrichweise, als Feld, und was für den einzelnen Halm außerdem noch an persönlicher Bewegung übrig blieb, das ließ sich verantworten und blieb eine klar abgegrenzte Sache. Heute dagegen hat die Verantwortung ihren Schwerpunkt nicht im Menschen, sondern in den Sachzusammenhängen. Hat man nicht bemerkt, daß sich die Erlebnisse vom Menschen unabhängig gemacht haben? Sie sind aufs Theater gegangen, in die Bücher, in die Berichte der Forschungsstätten und Forschungsreisen, in die Gesinnungs- und Religionsgemeinschaften, die bestimmte Arten des Erlebens auf Kosten der anderen ausbilden wie in einem sozialen Experimentalversuch, und sofern die Erlebnisse sich nicht gerade in der Arbeit befinden, liegen sie einfach in der Luft; wer kann da heute noch sagen, daß sein Zorn wirklich sein Zorn ist, wo ihm so viele Leute dreinreden und es besser verstehen als er?!“

Mal leicht ironisch, mal scharf karikierend betrachtet sein Protagonist Ulrich das Treiben seiner Mitmenschen im Rahmen der Parallelaktion. „Seine Skepsis, seine Ironie, seine totale Respektlosigkeit und sein Zynismus“, so Ulrich Schelling, „ist methodisch: sie vernichtet das Positive, das als Wirklichkeit und Identität auf sich beharrt, und bereitet so den Boden für die utopisch erhoffte Verwandlung der Welt […]“
Der traditionellen Erzählform schwört Musil als einer illusionären Verkürzung der Lebenszusammenhänge ab. Im „ordentlichen Nacheinander“ der Darstellung, heißt es dazu bei Wolfdietrich Rasch, würde nur eine Scheinordnung erzeugt, „die das Chaotische, Diffuse, Zwiespältige der Existenz verdecken und weglügen müsste. Die Dichtung wäre damit um ihre Wahrheit gebracht.“ Musil schreibt:

„Die meisten Menschen sind im Grundverhältnis zu sich selbst Erzähler. Sie lieben nicht die Lyrik oder nur für Augenblicke, und wenn in den Faden des Lebens auch ein wenig «weil» und «damit» hineingeknüpft wird, so verabscheuen sie doch alle Besinnung, die darüber hinausgreift: sie lieben das ordentliche Nacheinander von Tatsachen, weil es einer Notwendigkeit gleichsieht, und fühlen sich durch den Eindruck, daß ihr Leben einen «Lauf» habe, irgendwie im Chaos geborgen. Und Ulrich bemerkte nun, daß ihm dieses primitiv Epische abhanden gekommen sei, woran das private Leben noch festhält, obgleich öffentlich alles schon unerzählerisch geworden ist und nicht einem «Faden» mehr folgt, sondern sich in einer unendlich verwobenen Fläche ausbreitet.“

Ein charakteristisches Gestaltungsmerkmal dieses Romanwerks ist das häufig wechselnde Nach- und Nebeneinander von Erzählebene und essayartigen Reflexionen. Nach Simon Jander stehen das narrative und das reflektierende Moment dabei in einem gleichberechtigten, von je spezifischer Perspektive bestimmten Korrespondenz- und Ergänzungsverhältnis zueinander. Resümierend heißt es: „Die Verbindung von experimenteller Denkbewegung (Essay) und poetischer Antizipation (Narration) kann zu einer imaginativen Variation von ‚Wirklichkeit‘ führen, die ein außerordentliches gedankliches und literarisches Potential besitzt.“
Als Ausgangspunkt von Musils Schreiben bestimmt Klaus Amann „eine scharfe Analyse des Bestehenden, das an seinen Möglichkeiten gemessen wird.“ Unablässig erwäge er dabei alternative, ungewohnte Sichtweisen, sodass es zuweilen den Anschein habe, als löse sich Musils eigene Position „im Relativismus divergenter Perspektiven“ auf. Den aus Musils psychologisch geschulter Sicht plausiblen Grund dafür sieht Amann darin, dass „Standpunkte und Sichtweisen interessengeleitet und situationsabhängig sind und dass wir uns, metaphorisch gesprochen, prinzipiell in einer Situation von Kippbildern bewegen.“
Eine andersartige Wirklichkeitsperspektive erzeugt Musil zudem durch die Einführung eigener Begrifflichkeiten bzw. Neologismen in das sprachliche Repertoire des Romans: so schon beim Titel „Der Mann ohne Eigenschaften“, bei der Forderung nach einem „Sekretariat der Genauigkeit und Seele“ oder beim Handlungsort „Kakanien“. „Als Negation konventionell etablierter Betrachtungsweisen“, so Richard David Precht, „avancieren diese unausgesetzt wiederholten Formeln zu Metaphern einer spezifischen Weltsicht, deren Präsentation das Textgeschehen disponibel macht.“ „Seinesgleichen“ ist laut Schelling die Chiffre, mit der Musil die im Hergebrachten erstarrte Gesellschaft Kakaniens erfasste. „Im Seinesgleichen waltet nicht mehr eine aus den unergründlichen Tiefen des Lebens aufsteigende, den ganzen Menschen ergreifende Wahrheit, sondern es herrschen Autoritäten, abstrakte Normen, die sich von außen dem Leben als fertige Prägungen auflegen und es einteilen.“ Das Romanwerk bedeutet für Musil die Möglichkeit, die „lebende Vieldeutigkeit“ und „tiefe Unverbindlichkeit“ der Sprache bloßzulegen und mit ihren Möglichkeiten zu spielen.

### Ironie
Auf vielfältige Weise ironisch gebrochen präsentiert Musil sein Kakanien am Vorabend des Ersten Weltkriegs. „Dennoch ist es Musils erklärter Anspruch“, betont Hochstätter, „auch die Vertreter des Seinesgleichen nicht ohne Wohlwollen zu behandeln“, da doch in allem etwas Richtiges stecke. Musil selbst macht im Mann ohne Eigenschaften eine „konstruktive Ironie“ zum Programm:

„Ironie ist: einen Klerikalen so darzustellen, daß neben ihm auch ein Bolschewik getroffen ist. Einen Trottel so darstellen, daß der Autor plötzlich fühlt: das bin ich ja zum Teil selbst. Diese Art Ironie – die konstruktive Ironie – ist im heutigen Deutschland ziemlich unbekannt. Es ist der Zusammenhang der Dinge, aus dem sie nackt hervorgeht.“

Konstruktiv an solcher Ironie ist für Hochstätter, dass der Erzähler sich gleichsam immer selbst über die Schulter schaue und dabei im Wechsel der ironischen Bezüge auch Selbstverspottung treibe. Dass die Ironie als umfassendes Prinzip Musils Protagonisten Ulrich ebenfalls betrifft, hebt auch Rasch hervor: „Wenn er seine ursprüngliche Aktivität in eine abwartende Passivität verwandelt, so geschieht das aus ironischer Distanz zur Wirklichkeit, wird aber auch selbst Gegenstand der Ironie des Erzählers. Ulrichs eigene Ratlosigkeit und Zwiespältigkeit sind einbezogen in den ironischen Weltentwurf, der in der zerfallenden Welt des Vorkriegsösterreich die Überständigkeit der gesellschaftlichen Verhältnisse und Lebensformen mit der Vergeblichkeit und Unzulänglichkeit aller Reformversuche, aller Bemühungen um einen »neuen Menschen« zum Bilde eines insgesamt fragwürdigen Weltzustandes verbindet.“ Eine Form konstruktiver Ironie zeigt sich für Joseph P. Strelka auch, wenn es Musil darum zu gehen scheint, den eigenen positiven Überschwang bei der Heimatbetrachtung ironisch zu dämpfen und aufzufangen: etwa in dem Bild von den weißen, breiten, wohlhabenden Straßen, die das Land „wie Flüsse der Ordnung, wie Bänder aus hellem Soldatenzwillich durchzogen und die Länder mit dem papierweißen Arm der Verwaltung umschlangen.“
Als die Form „des uneigentlichen Sprechens“ kennzeichnet Schelling die Ironie. „Sie durchschaut sich selbst und bedient sich einer unangemessenen, ihrer Halbwahrheit lächelnd bewußten Sprache. In ihrer nachlässigen oder leichtfertigen Vorläufigkeit wahrt sie sich einen ständigen Vorbehalt: den Vorbehalt des reflektierenden unendlichen Bewußtseins gegenüber dem endlich Ausgesprochenen.“ Für Rasch ist die Ironie in diesem Roman maßgeblich dadurch charakterisiert, „daß ihr Gegenspiel die Utopie ist. Wenn Ulrich alle Wirklichkeit ironisch in Frage stellt, so geschieht das nicht von einer festen Position, von einer sicheren Gewissheit bestimmter Werte und Ordnungsformen aus, sondern er sucht ja selbst erst nach einer solchen Position, er hat sie nur als Ziel und Richtung unermüdlicher »Versuche«, als Utopie.“ Wo es aber um die Darstellung des angestrebten „anderen Zustands“ geht, so Hochstätter, gibt der Erzähler „seinen ironischen Generalvorbehalt“ auf. Das komme auch sprachlich zum Ausdruck. „Die neue Ankunft des Eigentlichen bringt den Verzicht auf jene Ironie, die zunächst dem Roman unabdingbar schien.“

### Möglichkeitsdenken
Die ironische Auseinandersetzung mit vorgefundenen Ebenen von Wirklichkeit ist für Musil zugleich das Mittel, um Raum zu schaffen für anderes, für neue Möglichkeiten. „Indem die Ironie nicht beansprucht, bei einer gediegenen und endgültigen Wahrheit angelangt zu sein“, so Schelling, „sondern durch ihre Sprechweise das Unzulängliche des Ausgesprochenen deklariert, hält sie sich offen und räumt etwas noch Ausstehendes ein.“
An vorderer Stelle im Mann ohne Eigenschaften gibt Musil dem vierten Romankapitel die Überschrift: „Wenn es Wirklichkeitssinn gibt, muss es auch Möglichkeitssinn geben“, und schreibt dazu:

„Wer ihn besitzt, sagt beispielsweise nicht: Hier ist dies oder das geschehen, wird geschehen, muss geschehen; sondern er erfindet: Hier könnte, sollte oder müsste geschehn; und wenn man ihm von irgend etwas erklärt, daß es so sei, wie es sei, dann denkt er: Nun, es könnte wahrscheinlich auch anders sein. So ließe sich der Möglichkeitssinn geradezu als Fähigkeit definieren, alles, was ebensogut sein könnte, zu denken und das, was ist, nicht wichtiger zu nehmen als das, was nicht ist.“

Hochstätter sieht auch Musils Stil und Sprache im Sinne des Möglichkeitsmenschen entsprechend offen für verschiedene „Weisen des Sagens und Gestaltens“. Musil schreibe mit dem Anspruch, meint Rasch, „daß auch Gedanken das Erregende eines persönlichen Geschehens haben können und daß sie den Menschen genauso kennzeichnen wie Handlungen. Das »Mögliche«, das in ihnen erscheint, ist so bedeutsam wie das wirklich Geschehende.“ Wie Musils Protagonist Ulrich sich vom Leben im Seinesgleichen Urlaub nimmt, um anderes Neues zu suchen und zu versuchen, so eigenwillig experimentierend geht laut Martin Menges auch der Romanautor vor: „[…] er bietet in der Explosion der Perspektiven keinen einheitlichen Bezugspunkt mehr an und macht unter der Chiffre des „Möglichkeitsdenkens“ den Perspektivismus zum Darstellungsprinzip seines Romans und zugleich zu dessen Thema.“
Joseph Vogl sieht in Ulrich, dem „Mann ohne Eigenschaften“, weniger einen Handlungsträger als eine Reflexions- und Erkenntnisfigur, die bemerkt habe, „dass die moderne Massengesellschaft eine Überschätzung von Eigenheit, Individuum und gepflegten charakteristischen Eigenschaften befeuert.“ Zwar enthalte das Werk diverse Handlungsreste, doch verfolge Musils Roman ausweislich seines Auftakts eher eine Kräftelehre, „welche die erzählten Ereignisse, Dinge und Wesen auf ihren Aggregatzustand und ihr spezifisches Gewicht hin überprüft.“ Daraus ergebe sich ein Spektrum von Erscheinungen, das „von der Schwere der Tatsachen zum Hauch der Möglichkeiten, von versteinerten Weltlagen zu einem feineren Gespinst aus ‚Einbildung, Träumerei und Konjunktiven‘“ reiche. „Die Gestalten des Wirklichen changieren zwischen der Statik von stoßfesten Ordnungsgefügen und einem Schwarm von Begebenheiten, der als Molekulargestöber zu fassen ist und den Lauf der Geschichte selbst in Wolkenbahnen verlegt.“

### Analogieprinzip
Auf ein „realistisches“ Wirklichkeitsbild zielt der Roman laut Rasch nirgends. Stets sei die Wirklichkeit ironisiert oder mit Utopie durchsetzt. „Daß dabei ein einheitlicher romanhafter Weltentwurf entsteht, ist die außerordentliche Leistung des Musilschen Sprachvermögens. Es ist vor allem eine Kunst der Integration, die das Disparate zusammenzwingt, viele Schichten und Tonlagen in eine Einheit bindet: die ironische und die eines unbedingten Ernstes, die satirische und die expressiv-lyrische, die rationale und die ekstatische, die reflektierende und die zeichnende.“ Musils Genauigkeitsanspruch ziele wesentlich darauf, „daß genau sein heißt, die Ambivalenzen, die verwirrend mitklingenden Gegentöne, die verborgenen Beziehungen eines Phänomens zu fassen. In diesem Sinne sind Metapher oder Vergleich oft genauer als die bildlose Rede. Musils Stil lebt zum guten Teil aus einer Metaphorik, die nirgends ornamentalen Sinn hat.“ Metapher und Vergleich seien Mittel, die in der Darstellung „oft unausweichliche Isolierung der Dinge“ aufzuheben und sie in den Zusammenhang zu bringen, in dem sie „genau“ genommen ständen.
Auf der Suche nach einer „Methodenlehre des Lebens“, heißt es bei Dieter Fuder, dienen Ulrich die auf Analogien gegründeten Reflexionen dazu, möglichen Ursachen „der Trennung vom Ganzen“ zu begegnen. Er bevorzuge die Analogie „als methodische Denkform gegen falsche Eindeutigkeitsideale“. Ungewöhnlich bildreich, so Hochstätter, sei Musils sprachliche Gestaltung schon im ersten Romanteil; wenn es zwischen Ulrich und Agathe im zweiten Teil dann wesentlich um Reflexionen über den „anderen Zustand“ geht, werde das Gleichnis erst recht zur dominanten Stilfigur.

## Markantes Anfangskapitel
In drei Teile ist das von Musil bei Lebzeiten veröffentlichte Romanwerk gegliedert. Dem 19 Kapitel umfassenden ersten Teil hat der Autor den Titel „Eine Art Einleitung“ gegeben. Das Anfangskapitel trägt die Überschrift: „Woraus bemerkenswerter Weise nichts hervorgeht“.
Im ersten Textabschnitt heißt es:

„Über dem Atlantik befand sich ein barometrisches Minimum; es wanderte ostwärts, einem über Rußland lagernden Maximum zu, und verriet noch nicht die Neigung, diesem nördlich auszuweichen. Die Isothermen und Isotheren taten ihre Schuldigkeit. […] Der Wasserdampf in der Luft hatte seine höchste Spannkraft, und die Feuchtigkeit der Luft war gering. Mit einem Wort, das das Tatsächliche recht gut bezeichnet, wenn es auch etwas altmodisch ist: Es war ein schöner Augusttag des Jahres 1913.“

Schon mit diesem Auftakt setzt Musil ein Zeichen, dass den Lesern Außergewöhnliches bevorsteht. Einen derart schwer verständlichen meteorologischen Bericht, so Precht, erwarte man vielleicht in wissenschaftlichem Kontext, aber doch nicht als Romananfang. Darauf folgen im Eingangskapitel Impressionen vom geschäftigen Treiben in einer Großstadt und von ihrer Geräuschkulisse: zwar ausdrücklich unverkennbar Wien, was aber nicht weiter wichtig zu nehmen sei: „Die Überschätzung der Frage, wo man sich befindet, stammt aus der Hordenzeit, wo man sich die Futterplätze merken mußte.“ Zwei nicht hinreichend identifizierbare Menschen, „vornehm in Kleidung, Haltung und in der Art, wie sie miteinander sprachen, trugen die Anfangsbuchstaben ihrer Namen bedeutsam auf ihre Wäsche gestickt, und ebenso, das heißt nicht nach außen gekehrt, wohl aber in der feinen Unterwäsche ihres Bewußtseins, wußten sie, wer sie seien und daß sie sich in einer Haupt- und Residenzstadt auf ihrem Platze befanden. Angenommen, sie würden Arnheim und Ermelinda Tuzzi heißen, was aber nicht stimmt, denn Frau Tuzzi befand sich im August in Begleitung ihres Gatten in Bad Aussee und Dr. Arnheim noch in Konstantinopel, so steht man vor dem Rätsel, wer sie seien.“ Diese beiden werden mit anderen gemeinsam Zeugen eines Unfalls, bei dem ein LKW einen Fußgänger erfasst, der danach von Passanten umringt reglos am Bordstein liegt, bis der alarmierte Rettungswagen eintrifft und ihn wegbringt. „Männer in einer Art Uniform waren um ihn bemüht, und das Innere des Fuhrwerks, das der Blick erhaschte, sah so sauber und regelmäßig wie ein Krankensaal aus. Man ging fast mit dem berechtigten Eindruck davon, dass sich ein gesetzliches und ordnungsgemäßes Ereignis vollzogen habe. «Nach den amerikanischen Statistiken», so bemerkte der Herr, «werden dort jährlich durch Autos 190.000 Personen getötet und 450.000 verletzt.»“
In der Forschungsliteratur, die sich mit Musils Hauptwerk befasst, nimmt das Auftaktkapitel als Deutungsschwerpunkt eine Sonderstellung ein. Es handelt sich um einen der bekanntesten Romananfänge der europäischen Literatur, so Inka Mülder-Bach: „Kaum ein Leser hat seinem Sog widerstehen können. Dabei wird die Anonymität der Szene nie gelüftet.“ Im Kern sei hier bereits das projektierte Ganze des Romans enthalten. Auch für Fuder steht das Eingangskapitel „in einem Zuordnungsverhältnis zum Romanganzen, in dem vorweg wie im Verkleinerungsspiegel diejenigen Perspektiven und Motive gesetzt sind“, die im Weiteren entfaltet werden. Laut Rasch werden in diesem Romananfang Zeit, Ort, personale Identität und Kausalität „nicht gerade aufgehoben, aber in Frage gestellt, ins Schwanken gebracht, in den Zustand der Auflösung gesetzt.“
Die Überschrift des ersten Kapitels: „Woraus bemerkenswerter Weise nichts hervorgeht“, ist folglich als eine erste ironische Wendung des Verfassers zu betrachten. Musils Beschreibung der großstädtischen Verkehrsverhältnisse und seine Angaben zu Opferzahlen im amerikanischen Autoverkehr spiegeln auch nicht die Wirklichkeit des Jahres 1913. „Figuren, die einem Roman des 19. Jahrhunderts entlaufen zu sein scheinen, irren im amerikanischen Straßenverkehr des Jahres 1924 bzw. dem Berliner von 1929 durch das Wien des Jahres 1913.“ Die von Musil angeführten Unfallopferzahlen dagegen entsprechen, so Mülder-Bach, den zwischen August und Dezember 1914 getöteten bzw. verwundeten Soldaten der österreichisch-ungarischen Armee. Lothar Georg Seeger sieht im Symbol des Automobils, das im Eingangskapitel wie steuerlos seinen Weg zum Unfall zurücklegt, das Gebaren der Parallelaktion zurückgebunden, die im Fortgang des Romans auf die Katastrophe des Ersten Weltkriegs zutreiben wird.
„Auf knapp drei Seiten“, resümiert Rasch, „gibt das Eingangskapitel eine unübertreffliche Introduktion zu der komplexen Thematik des Romans. Dank der Loslösung vom nur historischen Detail in künstlerischer Abstraktion vermag ein solches Kapitel, das auf 1913 datiert ist und 1930 veröffentlicht wurde, heute eine unverminderte Geltung zu bewahren, nicht nur durch seinen dichterischen Rang, sondern als Darstellung des Weltzustandes im 20. Jahrhundert.“

## Figurenauswahl
Wie das Romanwerk im Ganzen auf die Besichtigung und Auseinandersetzung Musils mit den gesellschaftlichen und geistigen Strömungen seiner Zeit bezogen ist, so sind es auch die vorkommenden Personen. Sie verkörpern unterschiedliche Menschentypen und stehen für bestimmte Denkmuster. Die 25 bis 30 deutlicher hervortretenden Romangestalten sind laut Schelling durch ein „allseitig nachgiebiges Gespinst von komplizierten, ironisch gebrochenen Neigungen und Abneigungen“ miteinander verbunden.“ Strelka sieht in ihnen aber nicht schemenhaft konstruierte theoretische Typen, sondern darüber hinaus „lebendige Beispiele scharf beobachteter Erfahrungswirklichkeit.” Ihre primären Funktionen im Roman gründen sich für Rasch auf die „inneren Beziehungen zu Ulrich, als Spiegelung und Kontrastierung“.
Es sind im Wesentlichen drei Kreise oder Personengruppen, in denen Ulrich verkehrt: die mit der Ideensammlung für das 1918 anstehende Thronjubiläum von Kaiser Franz Joseph I. befasste Parallelaktion bei Ulrichs Cousine Diotima; Familie Fischel mit Tochter Gerda und ihrem rechtsextremistisch tendierenden Freund; Ulrichs langjährige gute Bekannte Clarisse und Walter. „In allen drei Feldern versucht man, Ulrich festzulegen, wobei es kaum Zufall sein kann, daß diese drei Festlegungen drei fundamentalen gesellschaftlichen Ordnungen, nämlich Beruf, Ehe und Vaterschaft, entsprechen: Diotima und das Feld der Parallelaktion bieten Ulrich einen Beruf als Sekretär, Gerda will ihn heiraten und Clarisse wünscht sich ein Kind von ihm. Diese verschiedenen Territorialisierungskräfte neutralisieren sich jedoch gegenseitig, so daß Ulrich für einen nicht der gesellschaftlichen Ordnung entsprechenden Bereich, nämlich die inzestuöse Liebe zu seiner Schwester, Thema des Zweiten Buches, frei bleibt.“
Nach Precht galt es für Musil bei der Figurenzeichnung eine Gratwanderung zu bestehen: Einerseits durften sie nicht als bloße Sprachrohre blutleer wirken; andererseits sollte ihre jeweilige Funktion als zeittypische Erscheinung nicht durch ein besonders ausgeprägtes individuelles Profil überdeckt werden. Das gilt ähnlich auch für die fiktiven Namen der Romanfiguren, hinter denen sich meist tatsächliche Bekannte Musils verbergen. Seine Figurennamen dürften durchweg Anspielungscharakter haben, auch wenn vollständige Aufklärung darüber nicht vorliegt und teils schwierig ist. Anders verhält es sich bei den Vertretern des Militärs: „Stumm von Bordwehr“ und „Frost von Aufbruch“ sind da die sprechenden Namen. „Es ist allerdings auffällig“, schreibt Precht, „dass Musil, gerade was den Gebrauch klassifizierender und redender Namen anbelangt, seine Namensgebung während der Entstehungszeit des Romans nach und nach entschärft hat.“ So geschehen bei der Umbenennung von „Hans Tepp“ (Assoziation: Depp) zu „Hans Sepp“, bei der von „Denknietzky“ zu „Wisnieczky“ oder der von „Dr. Strangsal“ zu „Dr. Strastil“.
- Hauptfigur des Romans ist Ulrich, der nach verschiedenen Versuchen, in einem Beruf seine Berufung zu finden (z. B. als Mathematiker, Ingenieur oder Offizier), sich selbst einen einjährigen „Urlaub vom Leben“ bewilligt, „um eine angemessene Anwendung seiner Fähigkeiten zu suchen“[61] bzw. um anders und besser Mensch zu werden. Infolge einer zunächst verbalen und dann handgreiflichen Auseinandersetzung um die Parallelaktion mit Beteiligung von Polizisten, bei der Ulrich zu vermitteln sucht, wird er abgeführt und von der Polizei penibel erkennungsdienstlich behandelt, eine befremdliche und verunsichernde Erfahrung für ihn. Nach der Intervention des auf anderweitige Empfehlung nach ihm suchenden Grafen Leinsdorf kommt er frei und wird von diesem kurzerhand zum ehrenamtlichen Sekretär bei der „Parallelaktion“ berufen.[62] Indem Ulrich auf keine soziale Rolle festgelegt ist und von Musil mit allen Freiheiten ausgestattet wird, fungiert dieser „Mann ohne Eigenschaften“ zum einen als Bindeglied zwischen den Romanfiguren und als „Diskurskonnektor des Textes“. Zugleich wirkt er als „Medium, durch das der Leser in den Text kommt.“[63]
- Leona bietet Ulrich als Prostituierte aus dem Varieté ihre Liebesdienste an und dient ihm mit ihrer kaum stillbaren Esslust als Studienobjekt. Sie repräsentiert dergestalt die gesellschaftliche Liebesordnung auf niedrigstem Niveau.[64]
- Bonadea, die den überfallenen und beraubten Ulrich sanft wieder zu sich bringt, gehört zur gehobenen Gesellschaft, sucht ihre sinnliche Erfüllung aber jenseits ihres Alltags als Gattin und Mutter: Sie wird und bleibt Ulrichs Geliebte, bis der sich dann ganz seiner Schwester widmet.[65]
- Diotima ist die Ausrichterin der Parallelaktion, die als Salondame dafür den organisatorischen Rahmen schafft. Ulrichs Verhältnis zu seiner Cousine ist zwiespältig, von Anziehung und Distanzierung zugleich geprägt.[66]
- Sektionschef Tuzzi ist der Ehemann von Diotima. Er ist ein hoher Staatsbeamter und hält in den Gesprächen mit Ulrich als nüchterner Kopf einigen Abstand zum Treiben der in seinem Haus stattfindenden Parallelaktion.[67]
- Graf Leinsdorf ist der Initiator der Parallelaktion, ein konservativer Realpolitiker dem Selbstbild nach, zu dem Ulrich als ehrenamtlicher Sekretär ein loyales Dienstverhältnis ohne Devotheit unterhält. Man ist auf der Suche nach der zündenden Idee für das monarchische Jubelfest von Staats wegen; doch droht das in Gang gesetzte hektische gesellschaftliche Getriebe auch Leinsdorf über den Kopf zu wachsen.[68]
- Paul Arnheim ist als weltläufiger Wirtschaftsmagnat und geistvoller Schriftsteller die brillanteste Persönlichkeit in der Parallelaktion, ein Preuße und glänzender Gesellschafter, der Diotima ganz in seinen Bann schlägt und der für Musils Ulrich zum intellektuellen Antipoden wird.[69]
- Rachel und Soliman verkörpern unter den Akteuren die Sphäre der Bediensteten, die an den wichtigen gesellschaftlichen Vorgängen allenfalls aus der Schlüssellochperspektive teilhaben. Im Gegensatz zu ihren Herrschaften Diotima und Arnheim, deren Verhältnis im platonischen Rahmen verbleibt, vollziehen die Untergebenen schließlich den Geschlechtsakt.[70]
- General Stumm von Bordwehr ist der Parallelaktion von höherer Stelle als militärischer Beobachter beigeordnet worden. Er erlebt und kommentiert die Vorgänge naiv-gutmütig aus dieser eingeschränkten Perspektive. Ulrich kennt ihn aus der eigenen Zeit beim Militär und behandelt ihn freundschaftlich.[71]
- Moosbrugger ist ein von Wahnvorstellungen getriebener, inhaftierter Prostituiertenmörder. Als Objekt der Medienberichterstattung wird er zugleich in verschiedener Hinsicht Anschauungs- und Streitobjekt, etwa unter medizinisch-psychiatrischen, juristischen, theologischen, bürokratischen und politischen Gesichtspunkten.[72] Auch Ulrich beschäftigt Moosbruggers Schicksal in mehrerer Hinsicht persönlich.[73]
- Clarisse und Walter führen ihre von wechselseitigen Enttäuschungen beherrschte Ehe weitgehend abseits des gesellschaftlichen Lebens. Da Walter nicht der große Künstler geworden ist, der Clarisse vorschwebte, hat sie ihr sexuelles Interesse an ihm verloren. Stattdessen will sie nun Moosbrugger erlösen und gleitet selbst mehr und mehr in die psychische Krankheit ab.[74] Walter ist es, der den gelegentlich zu Besuch kommenden Jugendfreund Ulrich als „Mann ohne Eigenschaften“ bezeichnet.[75]
- Leo Fischel ist ein mit Ulrich freundschaftlich verbundener Banker, der seine Tochter Gerda gern Ulrich zur Frau gegeben hätte. Als daraus nichts wurde, hat sich Gerda dem präfaschistisch-antisemitischen Aktivisten Hans Sepp angeschlossen, der nun den Unfrieden im Hause des jüdischen Finanzdienstleisters und seiner Frau Klementine schürt.[76]
- Agathe ist Ulrichs beinahe vergessene, um fünf Jahre jüngere, verheiratete Schwester, die er bei den Beerdigungsvorbereitungen für ihrer beider Vater wiedertrifft. Beide sind voneinander nach Art von Zwillingen, wie es ihnen scheint, äußerst angezogen; Agathe wird von Ulrich in seine Wohnung aufgenommen. In dieser Symbiose machen sie sich auf die Suche nach einem anderen (Lebens-)Zustand.
- Prof. Gottlieb Hagauer ist Agathes Ehemann, der ihr bei aller gleichmäßigen Zuwendung, die er als viel beschäftigter Reformpädagoge für sie aufbringt, so widerlich geworden ist, dass sie ihn nicht nur verlässt, sondern ihn auch um den von ihrem Vater für ihn ausgesetzten Erbteil betrügt.[77]
- August Lindner, ebenfalls Pädagoge, wird von Agathe als moralische Instanz konsultiert, deren Hinweise ihr zur Prüfung des eigenen Verhaltens dienen mögen. Ihr Verhältnis zu Lindner, durch das sie sich auch von Ulrich ein wenig unabhängiger hält, ist aber aufgrund einer Vielzahl eigenartiger Schrullen Lindners sehr ambivalent.[78]

## Musils Leserführung
In 180 Kapitelüberschriften hat Musil die bei Lebzeiten publizierten drei Teile seines Hauptwerks gegliedert: 19 entfallen auf den ersten Teil – „eine Art Einleitung“; 104 auf den zweiten Teil – „Seinesgleichen geschieht“; 38 auf den dritten Teil – „Ins Tausendjährige Reich (Die Verbrecher)“. Während das „Seinesgleichen“ des zweiten Teils für das (von Musil arrangierte) banale Alltagsgeschehen der Zeit vor dem Ersten Weltkrieg steht, ist das „Tausendjährige Reich“ die Chiffre für jenen anderen mystischen Zustand, den „die Verbrecher“ Agathe und Ulrich seit ihrer Wiederbegegnung anstreben.
Mit den Kapitelüberschriften erweckt Musil zunächst den Anschein des herkömmlichen Erzählers, der ein übersichtlich geordnetes Ganzes aus in sich geschlossenen Einzelabschnitten entwickelt. „Das Entscheidende, weshalb Kapitel zu bilden sind“, heißt es in Musils Tagebuchnotizen, „ist etwas Psychotechnisches: ein kleineres, geschlossenes Thema ist leichter anzupacken, u. ein solcher Rahmen füllt sich leichter mit dem Stoff und seinen Ergänzungen.“ Zugleich können die einzelnen Überschriften Lesern beim Einordnen und Wiederauffinden bestimmter Figuren, Geschehnisse und Reflexionsbögen helfen, was zu Musils Bitte passt, man möge sein Werk zweimal lesen, „im Teil und im Ganzen.“
Stehen die Kapitelüberschriften also einerseits für einen bekannten Orientierungs- und Ordnungsrahmen, so fügen sie sich durch die Ausgestaltung andererseits in Musils Grundbestreben, gängige Konventionen zu unterlaufen und auszuhebeln, um für anderes Raum zu schaffen. Der Autor scheint mitunter ein Spiel mit Titeln und Lesern zu treiben.
Mal sind die Überschriften lakonisch kurz gehalten: 5. Ulrich; 8. Kakanien; 14. Jugendfreunde; 18. Moosbrugger.
Mal kommen sie beinahe geschwätzig daher: 7. In einem Zustand von Schwäche zieht sich Ulrich eine neue Geliebte zu; 12. Die Dame, deren Liebe Ulrich nach einem Gespräch über Sport und Mystik gewonnen hat; 13. Ein geniales Rennpferd reift die Erkenntnis, ein Mann ohne Eigenschaften zu sein.
In wechselnder Abmischung werden ironisch-satirische Akzente gesetzt: 22. Die Parallelaktion steht in Gestalt einer einflußreichen Dame von unbeschreiblicher geistiger Anmut bereit, Ulrich zu verschlingen; 26. Die Vereinigung von Seele und Wirtschaft. Der Mann, der das kann, will den Barockzauber alter österreichischer Kultur genießen. Der Parallelaktion wird dadurch eine Idee geboren; 28. Ein Kapitel, das jeder überschlagen kann, der von der Beschäftigung mit Gedanken keine besondere Meinung hat.
Manchmal lässt der Verfasser am Sinnzusammenhang seiner getitelten Aussagenreihungen zweifeln: 43. Erste Begegnung Ulrichs mit dem großen Mann. In der Weltgeschichte geschieht nichts Unvernünftiges, aber Diotima stellt die Behauptung auf, das wahre Österreich sei die ganze Welt; 62. Auch die Erde, namentlich aber Ulrich huldigt der Utopie des Essayismus; 99. Von der Halbklugheit und ihrer fruchtbaren anderen Hälfte; von der Ähnlichkeit zweier Zeitalter, von dem liebenswerten Wesen Tante Janes und dem Unfug, den man neue Zeit nennt; 114. Die Verhältnisse spitzen sich zu. Arnheim ist sehr huldvoll zu General Stumm. Diotima trifft Anstalten, sich ins Grenzenlose zu begeben, Ulrich phantasiert von der Möglichkeit, so zu leben, wie man liest.
Mit solchen „Subversionsstrategien“ durchbricht Musil die gängige Erwartung, dass man sich als Leser der Überschrift anvertrauen und alles wörtlich nehmen kann. So heißt es bei Precht: „Resultat ist, daß auch die scheinbar ernsten Überschriften und jene Ankündigungen, die wie objektive Resümees des Erzählgeschehens auftreten, in der Bestrahlung durch andere Sinnhorizonte keineswegs mehr in solch selbstverständlicher Weise als sprachliche Wiedergaben eines ‚Wesentlichen‘ gelesen werden können.“ Die Kipp-Bewegung betreffe folglich nicht nur einige Überschriften, sondern der Text insgesamt erzeuge eine Irritation, die kein gesichertes Vorverständnis mehr gelten lasse. „Das ästhetische Spiel, wie es die Kapitelüberschriften exemplarisch für den Roman vorführen, verfolgt somit die Absicht, ein tatsächliches Sich-Einlassen, eine vorschnelle Anteilnahme und ein Vertrauen in die Überzeugungskraft der Sprache zu unterminieren, den Leser zur Semantik der Diskurse, der Konventionsbestände und eingeschliffenen Betrachtungsweisen in Distanz zu setzen und die Begrenztheit ihrer Perspektivik aufzuzeigen.“

## Betrachtungsebenen und -gegenstände
Was Musil seinen Lesern zu bieten hat, sind Erzeugnisse seiner, wie er selbst erkannte, „nach widersprechenden Richtungen beweglichen Intelligenz“. Die unter anderem als Ideensammlung aus allen Stämmen und Ständen des altösterreichischen Kakanien imaginierte „große vaterländische Aktion“ bzw. Parallelaktion, um die herum Musil seine Figuren gruppierte, erwies sich zugleich als geeigneter Fokus, „den mitteleuropäischen Ideenfundus der Jahrhundertwende in all seinen Facetten und Konfigurationen zu diskutieren und zu ‚karnevalisieren’“. Die oft essayartige Darbietung von Stoff und Reflexionen setzte Musil bewusst ein, um seinen Gedanken auch über die Grenze dessen nachzuhängen, „was ich unter allen Umständen verantworten könnte.“ Musils Reflexionen seien nicht einfach in den Fluss der Erzählung eingestreut, so Schelling. „Seine Reflexion ist Reflexion auch über das Erzählen selbst. Sie fällt der Geschichte immer wieder ins Wort, benimmt dem Erzählen seine Verbindlichkeit und stellt das ausgesprochene Wort durch seinen Gegensinn in Frage.“
Dass Musils Einerseits-Andererseits zugleich ein wechselseitiges Ergänzungsverhältnis betont, wird von Mülder-Bach eingehend verdeutlicht, indem sie den besonderen Stellenwert der Konjunktion und für Musils Denken und Schreiben hervorhebt. Eine elementare Bedeutung diesbezüglich hat demnach die kaiserliche und königliche (k.u.k.) Doppelmonarchie als ideeller Fluchtpunkt der Parallelaktion mit ihren Losungen „Gesellschaft und Geist“, „Besitz und Bildung“, „Idee und Macht“. Wenn der Dualismus mitunter als Musils „Weltformel“ bezeichnet werde, sei neben dem Trennenden zugleich das Verbindende als wesentlich anzusehen. Gerade die im Zentrum des zweiten Teils der Romanhandlung stehende Geschwisterkonstellation Ulrich und Agathe steht im Zeichen eines komplementären Verhältnisses der beiden, die sich wie Zwillinge zueinander stellen: als „Ungetrennte und Nichtvereinte.“
Auch die geistig-seelische Verfasstheit von Musils Ulrich an sich ist von einem solchen Komplementärverhältnis bestimmt. „Ulrichs mathematisch inspirierte Denkweise“, heißt es bei Rasch, „ist immer die eines Mannes, der auch mystischen Seinserfahrungen zugänglich ist, und seine ekstatische Weltteilhabe ist immer die eines Mathematikers. Beide Positionen stehen in einem komplementären Verhältnis, das nicht auf eine Alternative, sondern auf eine Synthese gerichtet ist.“ Zwar gehe eine gedankliche Lösung dieser als Aufgabe begriffenen Synthese laut Musil über »über die Fähigkeiten Ulrichs und somit über die seines Urhebers hinaus«. „Aber Ulrich lebt den Versuch der Vereinigung »beider Wege«. Für ihn ist der eine nicht ohne den anderen.“

### Geschichtliche Zustände und Potenziale
Ein Dreh- und Angelpunkt der Reflexionen im Mann ohne Eigenschaften sind die Verhältnisse, wie sie geworden sind und anders sein könnten oder sollten. Diesen Dualismus entwickelt Musil an einer Vielzahl von Betrachtungsgegenständen, unter anderem zu Geschichte und Zeitgeschehen.
So beugt sich der konservative Realpolitiker Graf Leinsdorf der Erkenntnis, dass es in der Geschichte der Menschheit „kein freiwilliges Zurück“ gibt. Zwar neigt er zum Loblied auf die Zeiten des Absolutismus, als die Welt noch „von verantwortungsbewußten Personen nach einheitlichen Gesichtspunkten“ geleitet worden sei. „Aber mit einemmal war ihm […] eingefallen, daß er wirklich unangenehm überrascht sein würde, wenn er eines Morgens ohne warmes Bad aufwachen müßte und statt der Morgenblätter bloß ein kaiserlicher Ausrufer durch die Straßen ritte.“
Den weit ausgreifenden, zukunftsbezogenen bürokratischen Leerlauf im Rahmen der Parallelaktion persifliert Musil exemplarisch:

„Stelle Eins schrieb, Stelle zwei antwortete; wenn Stelle Zwei geantwortet hatte, mußte man Stelle Eins davon Mitteilung machen, und am besten war es, man regte eine mündliche Aussprache an; wenn Stelle Eins und Zwei sich geeinigt hatten, wurde festgestellt, daß nichts veranlaßt werden könne; so gab es unaufhörlich etwas zu tun.“

Ähnlich geartete Substanzdefizite zeigt Musils Aufbereitung des vermischten Medien-Informationsangebots auf:

„Man las gleichzeitig unter Neuigkeiten, daß die Regierung Sr. Majestät mit der Regierung einer anderen Majestät einen Vertrag eingegangen sei, der Sicherung des Friedens, wirtschaftliche Hebung, herzliche Zusammenarbeit und Achtung vor den Rechten aller zum Inhalt habe, aber auch Maßnahmen für den Fall, daß diese bedroht seien oder bedroht sein könnten. Sektionschef Tuzzis vorgesetzter Minister hatte wenige Tage darauf eine Rede gehalten, worin er die dringende Notwendigkeit eines engen Zusammenhaltens der drei kontinentalen Kaiserreiche bewies, die an der modernen sozialen Entwicklung nicht vorbeisehen dürften, sondern im gemeinsamen Interesse der Dynastien gegen soziale Neubildungen Front machen müßten; Italien war in ein bewaffnetes Unternehmen in Libyen verwickelt; Deutschland und England hatten eine Bagdadfrage; Kakanien traf im Süden gewisse militärische Vorbereitungen, um der Welt zu zeigen, daß es Serbiens Ausdehnung ans Meer nicht erlauben, sondern nur eine Eisenbahnverbindung gestatten werde; und ebenbürtig mit allen Ereignissen von solcher Art, gestand die weltberühmte schwedische Schauspielerin Fräulein Vogelsang, daß sie noch nie so gut geschlafen habe wie diese erste Nacht nach ihrem Eintreffen in Kakanien und sich über den Schutzmann gefreut habe, der sie vor der Begeisterung der Menge rettete, aber dann selbst um die Erlaubnis bat, ihre Hand mit seinen beiden Händen dankbar drücken zu dürfen.“

In Kapitel 83: „Seinesgleichen oder warum erfindet man nicht Geschichte“ reflektiert Ulrich, in der Straßenbahn sitzend:

„Sie sieht unsicher und verfilzt aus, unsere Geschichte, wenn man sie aus der Nähe betrachtet, wie ein nur halb festgetretener Morast, und schließlich läuft dann sonderbarerweise doch ein Weg über sie hin, eben jener «Weg der Geschichte», von dem niemand weiß, woher er gekommen ist. Dieses Der Geschichte zum Stoff Dienen war etwas, das Ulrich empörte. Die leuchtende, schaukelnde Schachtel, in der er fuhr, kam ihm wie eine Maschine vor, in der einige hundert Kilogramm Menschen hin und her geschüttelt wurden, um Zukunft aus ihnen zu machen. Vor hundert Jahren sind sie mit ähnlichen Gesichtern in einer Postkutsche gesessen, und in hundert Jahren wird weiß Gott was mit ihnen los sein, aber sie werden als neue Menschen in neuen Zukunftsapparaten genau so da sitzen, – fühlte er und empörte sich gegen dieses wehrlose Hinnehmen von Veränderungen und Zuständen, die hilflose Zeitgenossenschaft, das planlos ergebene, eigentlich menschenunwürdige Mitmachen der Jahrhunderte, so als ob er sich plötzlich gegen den Hut auflehnte, den er, sonderbar genug geformt, auf dem Kopf sitzen hatte. […] Wahrscheinlich gehört gar nicht so viel dazu, wie man glaubt, um aus dem gotischen Menschen oder dem antiken Griechen den modernen Zivilisationsmenschen zu machen. Denn das menschliche Wesen ist ebenso leicht der Menschenfresserei fähig wie der Kritik der reinen Vernunft; es kann mit den gleichen Überzeugungen und Eigenschaften beides schaffen, wenn die Umstände danach sind, und sehr großen äußeren Unterschieden entsprechen dabei sehr kleine innere.“

Auf Bedeutung und geistige Ordnung, so Schelling, kommt es für Ulrich bei geschichtlichen Vorgängen und ihren Trägern nicht an. Darum verhalte er sich gegenüber der Geschichte „wie ein anspruchsvoller Theaterbesucher vor einem dürftigen Stück, das ihn langweilt: als unbeteiligter Zuschauer.“ Die Zukunft ist offen, ihre Lenkbarkeit durch Menschen hingegen eine Illusion:

„Der Zug der Zeit ist ein Zug, der seine Schienen vor sich her rollt. Der Fluß der Zeit ist ein Fluß, der seine Ufer mitführt. Der Mitreisende bewegt sich zwischen festen Wänden auf festem Boden; aber Boden und Wände werden von den Bewegungen der Reisenden unmerklich auf das lebhafteste mitbewegt.“

Ulrich erklärt:

„Wir machen in den einzelnen Zweigen des menschlichen Könnens unleugbar so viele Fortschritte, daß wir ordentlich das Gefühl haben, ihnen nicht nachkommen zu können; wäre es nicht möglich, daß daraus auch das Gefühl entsteht, wir erlebten keinen Fortschritt? Schließlich ist Fortschritt doch das, was sich aus allen Anstrengungen gemeinsam ergibt, und man kann eigentlich von vornherein sagen, der wirkliche Fortschritt wird immer gerade das sein, was keiner wollte.“

### Militär und Gesellschaft
Ständiger Beobachter und Begleiter der Parallelaktion und der in ihr vertretenen gesellschaftlichen Kräfte im Salon Diotimas ist das Militär in Gestalt des Generals Stumm von Bordwehr. Dabei legt der dienstlich Beauftragte eine wissbegierige und lernwillige Haltung an den Tag, die alle neuen Ideen und Eindrücke auf sein militärisches Maß herunterbricht, woran er Ulrich stets leutselig teilhaben lässt. Er bekommt den Auftrag gemäß seiner Stellung als Leiter der Abteilung für Militär-Bildungs- und Erziehungswesen im Kriegsministerium von Feldmarschallleutnant Frost von Aufbruch, dem Chef der Präsidialsektion:

„Du Stumm, du bist ja so ein Gelehrter, wir schreiben dir einen Einführungsbrief, und du gehst hin. Schau ein bissel zu, was sie eigentlich vorhaben. […] Verstehst du, wir wollen ja nichts besonderes, aber du gehst so oft, als du kannst, hin und zeigst, daß wir da sind; daß wir nicht in den Komitees drin sind, ist ja vielleicht soweit in Ordnung, aber daß wir nicht dabei sein sollten, wenn für den Geburtstag unseres Allerhöchsten Kriegsherrn sozusagen über ein geistiges Geschenk beraten wird, dafür gibt es keinen Grund.“

Als die Parallelaktion im Hause Tuzzi schließlich vor der Frage steht, wie man das vornehmlich Österreichische in der geplanten Aktion zur Geltung bringen werde, ist es General Stumm von Bordwehr, der darauf die Antwort gibt:

„Er wisse wohl, – sagte er – dem Soldaten sei im Beratungszimmer eine bescheidene Rolle angewiesen. Wenn er dennoch spreche, geschehe es nicht, um sich in die unübertreffliche Kritik der bisher aufgetauchten Vorschläge zu mengen, die alle vortrefflich waren. Dennoch möchte er zum Schluss folgenden Gedanken einer wohlwollenden Prüfung anheim stellen. […] Er rühre nur an eine bekannte Wunde, wenn er an den unbefriedigenden Zustand erinnere, in dem sich durch die Teilnahmslosigkeit des Parlaments der Ausbau unserer Artillerie und jener der Marine befinde. Er gebe darum zu bedenken, wenn kein anderes Ziel gefunden werden sollte, daß dann eine breite volkstümliche Teilnahme an den Fragen des Heeres und seiner Bewaffnung ein sehr würdiges Ziel wäre. Si vis pacem para bellum! Die Kraft, die man im Frieden entfalte, halte den Krieg fern oder kürze ihn zumindest ab. Er könne also wohl versichern, daß eine solche Maßnahme auch völkerversöhnend zu wirken vermöge und eine ausdrucksvolle Kundgebung friedlicher Gesinnung darstellen würde.“

In Kapitel 85: General Stumms Bemühung, Ordnung in den Zivilverstand zu bringen entwickelt der für Bildungsfragen im Kriegsministerium Zuständige gegenüber Ulrich das Problem, die ranghöchste Idee zu bestimmen, mit der dem kaiserlichen Jubilar in spe ein geistiges Denkmal zu setzen wäre. Bei aller Bewunderung für die in Diotimas Salon eingeladenen Teilnehmer der Parallelaktion seien „verteufelte Schwierigkeiten“ damit verbunden:

„Sagt der eine das, so behauptet der andere das Gegenteil – ist dir das nicht auch schon aufgefallen? – aber was mir wenigstens noch weit schlimmer vorkommt: der Zivilgeist scheint das zu sein, was man bei einem Pferd einen schlechten Fresser nennt. Du erinnerst Dich doch noch? So einer Bestie kannst du die doppelte Futterration geben, sie wird trotzdem nicht dicker! […] meinetwegen kannst du auch sagen, dass er mit jedem Tag dicker wird, aber die Knochen wachsen ihm nicht, und das Fell bleibt glanzlos; was er kriegt, ist bloß ein Grasbauch. Also das interessiert mich, weißt du, und ich habe mir vorgenommen, mich um diese Frage zu kümmern, warum da eigentlich keine Ordnung hineinzubringen ist.“

Der General präsentiert Ulrich eine mehrblättrige Sammlung, „die Konsignation der Hauptideen“, die er bei den Teilnehmern erfragt hat. Für die kurzfristige Erstellung habe er einen Hauptmann, zwei Leutnants und fünf Unteroffiziere gebraucht. Nach vollzogener Bestandsaufnahme habe er jedoch gefunden, dass der mitteleuropäische Ideenvorrat aus lauter Gegensätzen bestehe, die „bei genauerer Beschäftigung mit ihnen ineinander überzugehen anfangen.“ Es komme ihm nach längeren Vieraugen-Gesprächen mit den berühmten Leute in Diotimas Salon so vor, als sagten sie letztlich alle das Gleiche, „und vielleicht reicht mein Kommißverstand einfach nicht dafür aus!“

„Wovon General Stumms Verstand in solcher Weise geängstigt wurde, war keine Kleinigkeit und hätte eigentlich nicht nur dem Kriegsministerium überlassen bleiben dürfen, obgleich sich zeigen ließe, daß es zum Kriege allerhand beste Beziehungen unterhält. Dem gegenwärtigen Zeitalter sind eine Anzahl großer Ideen geschenkt worden und zu jeder Idee durch eine besondere Güte des Schicksals gleich auch ihre Gegenidee, so daß Individualismus und Kollektivismus, Nationalismus und Internationalismus, Sozialismus und Kapitalismus, Imperialismus und Pazifismus, Rationalismus und Aberglaube gleich gut darin zu Hause sind, wozu sich noch die unverbrauchten Reste unzähliger anderer Gegensätze von gleichem oder geringerem Gegenwartswert gesellen.“

Stumm ist nun mit seinem Latein am Ende:

„«Ich habe» sagte der General, und in seinen lebenslustigen Augen glomm etwas Gereiztes oder Gehetztes auf, «noch die verschiedensten Versuche angestellt, das Ganze in eine Einheit zu bringen: aber weißt du, wie es ist? So wie wenn man in Galizien zweiter Klasse reist und sich Filzläuse holt! Es ist das dreckigste Gefühl von Ohnmacht, das ich kenne. Wenn man sich lange zwischen Ideen aufgehalten hat, juckt es einen am ganzen Körper, und man bekommt noch nicht Ruhe, wenn man sich bis aufs Blut kratzt!»“

Ulrich gibt ihm zu verstehen, dass er das Denken zu ernst nehme, und verweist ihn, was wissenschaftliche Erkenntnisgewinnung betrifft, auf die einfachen Ordnungsvorbilder – beim Militär. Im Übrigen gelte für die Gegenwart, dass es immer mehr Ordnungen und immer weniger Ordnung gebe. Akzeptanz für eine große Idee kommen nicht mehr in Betracht:

„Stell Dir bloß vor, wie das heute vor sich geht: Wenn ein bedeutender Mann eine Idee in die Welt setzt, so wird sie sogleich von einem Verteilungsvorgang ergriffen, der aus Zuneigung und Abneigung besteht; zunächst reißen die Bewunderer große Fetzen daraus, so wie sie ihnen passen, und verzerren ihren Meister wie die Füchse das Aas, dann vernichten die Gegner die schwachen Stellen, und über kurz bleibt von keiner Leistung mehr übrig als ein Aphorismenvorrat, aus dem sich Freund und Feind, wie es ihnen passt, bedienen.“

Stumm von Bordwehr ist auch dabei, als Clarisses Wunsch in Erfüllung geht und sie in Begleitung ihres Bruders und Ulrichs eine psychiatrische Anstalt besucht, um dort Moosbrugger zu treffen. Da Stumm mit vielem zu rechnen hat, sorgt er sich auch um sein Äußeres:

„«Ich bin doch für den Minister, falls er mich rufen lässt, schon angezogen wie ein Christbaum!» rief er aus und unterstrich es, indem er auf seinen hellblauen Waffenrock und die daran hängenden Orden hinwies: «Meinst du nicht, daß es zu peinlichen Zwischenfällen führen kann, wenn ich mich so in Uniform den Narren zeige? Was mach ich zum Beispiel, wenn einer meinen Rock beleidigt? Da kann ich doch nicht den Säbel ziehen, und zu schweigen, ist für mich auch höchst gefährlich!?»“

Ulrich kann ihn mit der Aussicht beruhigen, dass er in der Anstalt über der Uniform einen Arztkittel tragen werde. Während des Gangs durch das Anstaltsgelände ist Stumm jedoch gedanklich mit seinen dringenderen Obliegenheiten befasst und sucht mit Ulrich das Gespräch darüber:

„«Wir nehmen den Pazifismus sehr ernst! Nur möchten wir unsere Artillerievorlage durchbringen. Und wenn wir das sozusagen Hand in Hand mit dem Pazifismus tun könnten, so wären wir am besten vor allen imperialistischen Missverständnissen geschützt, die gleich behaupten, daß man den Frieden stört!»“

### Recht und Willkür
Der Fall des Sexualmörders Moosbrugger begleitet die Romanhandlung in einem von Musil bei verschiedenen Gelegenheiten wiederaufgenommenen Seitenstrang. Für Albertsen weist Moosbrugger spiegelbildliche Züge zu Ulrich auf: „Moosbrugger ist Mann ohne Eigenschaften, weil er alle Eigenschaften hat und ist, Ulrich ist Mann ohne Eigenschaften, weil er weiß, er könnte jede beliebige annehmen. Moosbrugger ist »M. o. E.« im Indikativ, Ulrich »M. o. E.« im Konjunktiv, wirklicher Möglichkeitsmensch.“
Beiden gemeinsam ist ein außerhalb bzw. neben der Gesellschaft Stehen, wobei Moosbruggers Verhalten aber in sozialer und psychischer Hinsicht ins Extreme ausschlägt. Musil schildert dessen Denken und Erleben wie das von Ulrich oft jeweils aus der Binnensicht der Person. Im Gegensatz zu Ulrich tut sich Moosbrugger mit dem gängigen Sprachgebrauch schwer. Während seiner Haft in der Einzelzelle empfindet er, dass es die Sprache der Justizvertreter ist, die sie Macht über ihn ausüben lässt.
Menges betrachtet Moosbruggers „Kampf gegen die Irritationen von Innen und Außen“ als ein Ringen um Autonomie. „Um dieses Zieles willen zieht er sich in die autistische Einsamkeit zurück oder greift, wenn dies nichts fruchtet, zum Mittel der Gewalt. […] Er ist nicht nur das Monstrum, das alle Welt in ihm sieht, er will es auch sein.“ Moosbrugger verhalte sich wie der typische Außenseiter, „dem alle Bestätigung versagt wurde: wenigstens hier will er das verspüren, was er in seinem gewöhnlichen Lebensalltag weder erhielt noch erhalten wollte, weil es dort gleich als Eingriff in seine Autonomie erschien: Bestätigung von Außen. Moosbrugger stellt sich vorbehaltlos in das grelle Licht seiner Tat, die überall Entsetzen erregt.“
Laut Corino hat Musil bei der Schilderung von Moosbruggers Verurteilung zum Tode teils wortwörtlich die Äußerungen des realen Vorbilds Christian Voigt übernommen:

„Als der Vorsitzende das Gutachten vorlas, das ihn als verantwortlich erklärte, erhob sich Moosbrugger und tat dem Gerichtshof kund: «Ich bin damit zufrieden und habe meinen Zweck erreicht.» Spöttischer Unglaube in den Augen ringsumher antwortete ihm, und er fügte zornig hinzu: «Dadurch, daß ich die Anklage erzwungen habe, bin ich mit dem Beweisverfahren zufrieden! […] Ich bin damit zufrieden, wenn ich Ihnen auch gestehen muß, daß Sie einen Irrsinnigen verurteilt haben.»“

In Kapitel 20 „Berührung der Wirklichkeit. Ungeachtet des Fehlens von Eigenschaften benimmt sich Ulrich tatkräftig und feurig“ findet sich der Romanheld auf Empfehlungsschreiben seines Vaters in der Wiener Hofburg bei Graf Stallburg ein, um sich für eine mögliche Verwendung begutachten zu lassen. Der Graf ist ihm gewogen, kommt aber leicht aus dem Tritt, als Ulrich ihn ersucht, sich für eine Begnadigung Moosbruggers einzusetzen.

„Es war eine Entgleisung, diesem Mann eine Erörterung zuzumuten, wie sie Leute, denen an geistigen Umtrieben gelegen ist, oft ganz zwecklos auf sich nehmen. So ein paar Worte, richtig eingestreut, können fruchtbar wie lockere Gartenerde sein, aber an diesem Ort wirkten sie wie ein Häuflein Erde, das einer versehentlich an den Schuhen ins Zimmer getragen hat. Aber nun, da Graf Stallburg seine Verlegenheit bemerkte, bewies er ihm wahrhaft großes Wohlwollen. «Ja, ja, ich erinnere mich […] und Sie sagen also, daß das ein Geisteskranker sei, und möchten diesem Menschen helfen?» «Er kann nichts dafür.» «Ja, das sind immer besonders unangenehme Fälle.» Graf Stallburg schien sehr unter ihren Schwierigkeiten zu leiden. Er sah Ulrich hoffnungslos an und fragte ihn, als sei doch nichts anderes zu erwarten, ob Moosbrugger schon endgültig abgeurteilt sei. Ulrich mußte verneinen. «Ach, nun sehen Sie,» fuhr er erleichtert fort, «dann hat es ja noch Zeit,» und er begann von «Papa» zu sprechen, den Fall Moosbrugger in freundlicher Unklarheit zurücklassend.“

In Kapitel 111 „Es gibt für Juristen keine halbverrückten Menschen“ wird der Fall Moosbrugger zum Anlass kontroverser Bewertungen im Justizausschuss, dem Ulrichs Vater angehört. Dessen Widerpart in der Sache ist Professor Schwung – „vielleicht weil er seit vierzig Jahren der Freund und Kollege des alten Herrn war, was schließlich doch einmal zu einem heftigen Gegensatz führen muß“. Dabei gelte es zu berücksichtigen, heißt es im Roman, dass der Jurist aus logischen Gründen „in betreff derselbigen Tat niemals ein Mischungsverhältnis zweier Zustände zugeben dürfe“.

„Und weil beide Gelehrte von der Würde des Rechts in gleichem Maße überzeugt waren und keiner die Mehrheit des Ausschusses auf seine Seite bringen konnte, warfen sie einander zuerst Irrtum, dann aber in rascher Aufeinanderfolge Unlogik, gewolltes Mißverstehen und mangelnde Idealität vor.“

Ulrichs Vater publizierte dazu zwei Streitschriften, die Schwung wiederum in einem Juristen-Fachblatt kritisierte.

„Es kamen in diesen Streitschriften viele Und und Oder vor, denn es mußte die Frage «bereinigt» werden, ob man die beiden Auffassungen durch ein Und verbinden könne oder durch ein Oder trennen müsse. Und als nach langer Pause der Ausschuß wieder einen Schoß bildete, hatte sich in diesem bereits eine Und- und eine Oderpartei getrennt. Außerdem gab es aber auch eine Partei, die sich für den einfachen Vorschlag einsetzte, das Maß der Zurechnung und Unzurechnungsfähigkeit im gleichen Verhältnis steigen und fallen zu lassen, wie die Größe des Aufwands an psychischer Kraft steige und falle, die unter den gegebenen Krankheitsumständen zur Selbstbeherrschung hinreichen würde. […] Es ist schwer, der Gerechtigkeit in Kürze Gerechtigkeit widerfahren zu lassen. Die Kommission bestand aus ungefähr zwanzig Gelehrten, denen es möglich war, einige tausend Standpunkte zueinander einzunehmen, wie sich leicht nachrechnen läßt. Die Gesetze, die verbessert werden sollten, standen seit dem Jahre 1852 in Anwendung, es handelte sich also überdies um eine sehr dauerhafte Sache, die man nicht leichtfertig durch eine andere ersetzen darf. Und überhaupt kann die ruhende Einrichtung des Rechts nicht allen Gedankensprüngen der jeweilig herrschenden Geistesmode folgen, – wie ein Teilnehmer richtig bemerkte.“

### Individualität und Vereinigungsstreben
Der hauptsächliche Antrieb für den Urlaub vom Leben, den sich Musils Ulrich bewilligt, ist das Bedürfnis, Trennungs- und Isoliertheitsempfindungen zu klären und zu überwinden. Musils Roman ist für Fuder nichts anderes als „das methodische Abschreiten von Erlösungsvorstellungen in einer unerlösten Wirklichkeit.“
Im Gespräch mit Agathe äußert Ulrich, dass er eine bestimmte Art von Eigenliebe nicht kenne, „ein gewisses zärtliches Verhältnis zu mir selbst, das scheinbar den meisten anderen Menschen natürlich ist.“ Woran er inneren Anteil zu nehmen bereit wäre, das müsse unter einer Idee stehen.

„Und die ursprünglichste und einfachste Idee, wenigstens in jüngeren Jahren, ist schon die, dass man ein verfluchter und neuer Kerl sei, auf den die Welt gewartet habe. Aber über das dreißigste Jahr hält das nicht vor! […] Eine Idee müsste man lieben wie eine Frau. Selig sein, wenn man zu ihr zurückkehrt. Und man hat sie immer in sich! Solche Ideen habe ich nie gefunden. Ich bin immer in einem Mann-Mannesverhältnis zu den sogenannten großen Ideen gestanden; vielleicht auch zu den mit Recht so genannten: Ich glaubte mich nicht zur Unterordnung geboren, sie haben mich gereizt, sie zu stürzen und andere an ihre Stelle zu setzen. Ja, vielleicht bin ich gerade von dieser Eifersucht zur Wissenschaft geführt worden, deren Gesetze man in Gemeinschaft sucht und auch nicht für unverbrüchlich ansieht!“

Von einer lustvollen Sehnsucht, „die verhärtete Kruste der Individuation und der mit ihr zugleich ausgebildeten Zivilisation zu durchbrechen“, ist bei Menges die Rede, einer Sehnsucht nach „Geschwisterlichkeit und Verbrüderung“, die auch die „zur Objektwelt domestizierte Natur“ einschließt sowie die nach der Euphorie des Rausches. In diesem Zusammenhang gebraucht Musil häufig mit dem Wasser und seinen Fließeigenschaften verbundene Analogien.

„Die Gesichter der Menschen hatten etwas von schwimmendem Schaum. Nach der eintönigen Anspannung seiner Gedanken in den letzten Tagen, fühlte er sich aus einem Kerker in ein weiches Bad versetzt. […] Er floß wie eine Welle durch die Wellenbrüder, wenn man so sagen darf; und warum sollte man es nicht dürfen, wenn ein Mensch, der sich einsam abgearbeitet hat, in die Gemeinschaft zurückkehrt und das Glück empfindet, in der gleichen Richtung zu fließen wie sie!“

Musils Ulrich sehnt sich vor allem nach dem Einssein mit der zur Zwillingsschwester erkorenen Agathe. Nur bei ihr, so Rasch, gibt der Mann ohne Eigenschaften die sonst zu jeglicher Wirklichkeit eingehaltene ironische Distanz auf. „Die Schwester ist eine Realität, die er ohne Ironie, ohne Vorbehalt bejaht und liebt.“

„Es war ihm zumute, er wäre es selbst, der da zur Tür eingetreten sei und auf ihn zuschreite: nur schöner als er und in einen Glanz versenkt, in dem er sich niemals sah. Zum ersten Mal erfaßte ihn da der Gedanke, daß seine Schwester eine traumhafte Wiederholung und Veränderung seiner selbst sei; aber da dieser Eindruck nur einen Augenblick dauerte, vergaß er ihn wieder.“

Später spricht Agathe zu Ulrich von dem durch Platon überlieferten Mythos, wonach der ursprünglich ganzheitliche Mensch von den Göttern in zwei Teile, nämlich in Mann und Frau, geteilt worden sei. Die verbliebenen Hälften, fügt sie hinzu, stellten nun „allerhand Dummheiten an, um wieder ineinander zu fahren“; darüber berichteten auch die Schulbücher für den höheren Unterricht; nicht in ihnen enthalten sei allerdings die Auskunft, warum das nicht gelinge. Ulrich gibt Agathe die Antwort:

„Kein Mensch weiß doch, welche von den vielen umherlaufenden Hälften die ihm fehlende ist. Er ergreift eine, die ihm so vorkommt, und macht die vergeblichsten Anstrengungen, mit ihr eins zu werden, bis sich endgültig zeigt, daß es nichts damit ist. Entsteht ein Kind daraus, so glauben beide Hälften durch einige Jugendjahre, sie hätten sich wenigstens im Kind vereint; aber das ist bloß eine dritte Hälfte, die bald das Bestreben merken lässt, sich von den beiden anderen Hälften möglichst weit zu entfernen und eine vierte zu suchen. So ‹hälftet› sich die Menschheit physiologisch weiter, und die wesenhafte Einung steht wie der Mond vor dem Schlafzimmerfenster.“

Musils Erfahrungs- und Reflexionshintergrund in puncto Vereinigungsstreben des Individuums war, wie schon gezeigt, nicht allein auf Zweierbeziehungen gerichtet. Als ein „seltsames, dem religiösen verwandtes Erlebnis“ ordnete Musil 1921 in seinem Essay Die Nation als Ideal und Wirklichkeit die Massenbegeisterung im Zuge der Mobilisierung vom August 1914 ein: „Darin war auch das berauschende Gefühl enthalten, zum erstenmal mit jedem Deutschen etwas gemeinsam zu haben. Man war plötzlich Teilchen geworden, demütig aufgelöst in ein überpersönliches Geschehen, und spürte, von ihr eingeschlossen, die Nation geradezu leibhaft; es war, als ob mystische Ureigenschaften, welche in einem Wort eingeschlossen die Jahrhunderte verschlafen hatten, plötzlich so real erwachten wie die Fabriken und Kontors am Morgen. Man muß schon ein kurzes Gedächtnis oder ein weites Gewissen haben, um über späterer Besinnung das zu vergessen.“
Im Romanwerk ist es Ulrichs Jugendfreund Walter, der in eine Massendemonstration aus Anlass der Parallelaktion hineingerät, über die diverse Gerüchte im Umlauf sind:

„Die Menschen, denen er in großen Mengen begegnete, erinnerten ihn an seinen Traum; der Eindruck einer beweglichen Eile ging von ihnen aus, und eine Zusammengehörigkeit, die ihm weit ursprünglicher vorkam, als es die gewöhnliche, durch Verstand, Moral und kluge Sicherungen besorgte ist, machte eine freie, lockere Gemeinschaft aus ihnen. […] Als er aber, rascher ausschreitend, bald auf einen großen Trupp bereitgehaltener Polizei stieß, machte auch das keine Störung aus, und der Anblick entzückte ihn wie ein Feldlager, das den Alarm erwartet und mit seinen vielen roten Halskragen, abgesessenen Reitern und der Bewegung einzelner Mannschaften, die ihr Einrücken oder abgehen meldeten, seine Sinne kriegerisch aufregte. […] man hörte etwas, das man nicht verstand, verstümmelte Botschaften und Wellen stummer Erregung liefen von vorne nach hinten, und die Leute empfanden, je nach ihrer Natur und nach dem, was sie auffaßten, Empörung oder Angst, Rauflust oder einen sittlichen Befehl und drängten nun in einem Zustand vorwärts, worin sie von solchen recht gewöhnlichen Vorstellungen geleitet wurden, die in jedem anders aussahen, aber trotz ihrer das Bewußtsein beherrschenden Stellung so wenig bedeuteten, daß sie sich zu einer allgemeinen gemeinsamen lebendigen Kraft vereinten, die mehr auf die Muskeln einwirkte als auf den Kopf. Auch Walter, der sich jetzt mitten im Zug befand, wurde davon angesteckt und geriet alsbald in eine aufgeregte und leere Verfassung, die mit dem Beginn eines Rausches Ähnlichkeit hatte. Man weiß nicht recht, wie diese Veränderung entsteht, die aus eigenwilligen Menschen in gewissen Augenblicken eine einwillige Masse macht, die der größten Überschwenglichkeit im Guten wie im Bösen fähig und der Überlegung unfähig ist, auch wenn die Menschen, aus denen sie besteht, zumeist ihr Leben lang nichts so gepflegt haben wie Maß und Besonnenheit.“

### „Genauigkeit und Seele“
In seinem Werdegang bis zum 1913 angesetzten Urlaubsjahr hatte Musils Ulrich einige Reputation als Mathematiker erlangt und die streng naturwissenschaftliche Denkweise schätzen gelernt. Zwar genügte ihm dieser auf Genauigkeit gerichtete Erkenntnishorizont nicht; doch die Suche nach anderen Möglichkeiten zu leben – nach dem anderen Zustand – baute ausdrücklich auf diesem für ihn stets beizubehaltenden Fundament und Prüfinstrument auf. „Ulrichs mathematisch inspirierte Denkweise“, heißt es bei Rasch, „ist immer die eines Mannes, der auch der mystischen Seinserfahrung zugänglich ist, und seine ekstatische Weltteilhabe ist immer die des Mathematikers. Beide Positionen stehen in einem komplementären Verhältnis, das nicht auf eine Alternative, sondern auf eine Synthese gerichtet ist. […] “ Ulrich lebe den Versuch der Vereinigung beider Wege. „Für ihn ist der eine nicht ohne den anderen.“ Worauf das beispielsweise hinausläuft, reflektiert Ulrich anhand der Begriffe Gewalt und Liebe anlässlich eines neuerlichen Treffens der unterdessen leicht ausgedünnten Parallelgesellschaft im Hause Tuzzi:

„Alles, was er an Neigung zum Bösen und Harten besaß, lag in dem Wort Gewalt, es bedeutete den Ausfluß jedes ungläubigen, sachlichen und wachen Verhaltens; hatte doch eine gewisse harte, kalte Gewalttätigkeit auch bis in seine Berufsneigungen hineingespielt, so daß er vielleicht nicht ohne eine Absicht auf das Grausame Mathematiker geworden war. Das hing zusammen wie das Dickicht eines Baumes, das den Stamm selbst verdeckt. Und wenn man von Liebe nicht bloß im üblichen Sinn spricht, sondern sich bei ihrem Namen nach einem Zustand sehnt, der bis in die Atome des Körpers anders ist als der Zustand der Liebesarmut; oder wenn man fühlt, daß man ebenso gut jede Eigenschaft an sich hat wie keine; oder wenn man unter dem Eindruck steht, daß nur Seinesgleichen geschieht, weil das Leben – zum Platzen voll von Einbildung auf sein Hier und Jetzt, letzten Endes aber ein sehr ungewisser, ja ausgesprochen unwirklicher Zustand! – sich in die paar Dutzend Kuchenformen stürzt, aus denen die Wirklichkeit besteht; oder daß an allen Kreisen, in denen wir uns drehen, ein Stück fehlt; daß von allen Systemen, die wir errichtet haben, keines das Geheimnis der Ruhe besitzt: so hängt auch das, so verschieden es aussieht, zusammen wie die Äste eines Baums, die nach allen Seiten den Stamm verbergen.“

Weder die Seele noch die Logik einseitig betonend, so Fuder, gehe es Musil darum, deren Polarisierung in einer Logik des Übergangs aufzuheben. Hauptsächlich dieser Übergang habe Musil beinahe zeitlebens interessiert. Als Bindeglied zwischen beiden Sphären dienen Musil bildhafte Vergleiche bzw. Gleichnisse. Sie erhalten in der Funktion des Tertium Comparationis sowohl den Wechselbezug als auch die jeweilige Substanz. „Das Gleichnis wie der Vergleich vereinigen das Getrennte und lassen das Vereinigte getrennt.“ Ulrich erkennt:

„Eindeutigkeit ist das Gesetz des wachen Denkens und Handelns […] Das Gleichnis dagegen ist die Verbindung der Vorstellungen, die im Traum herrscht, es ist die gleitende Logik der Seele, der die Verwandtschaft der Dinge in den Ahnungen der Kunst und Religion entspricht; aber auch, was es an gewöhnlicher Neigung und Abneigung, Übereinstimmung und Ablehnung, Bewunderung, Unterordnung, Führerschaft, Nachahmung und ihren Gegenerscheinungen im Leben gibt, diese vielfältigen Beziehungen des Menschen zu sich und der Natur, die noch nicht rein sachlich sind und es vielleicht auch nie sein werden, lassen sich nicht anders begreifen als in Gleichnissen.“

Als die Parallelaktion an einem toten Punkt angekommen ist und guter Rat von Graf Leinsdorf eingefordert wird, schlägt Ulrich offenbar in eigener Mission vor:

„«Erlaucht,» sagte er «es gibt nur eine einzige Aufgabe für die Parallelaktion: den Anfang einer geistigen Generalinventur zu bilden! Wir müssen ungefähr das tun, was notwendig wäre, wenn ins Jahr 1918 der jüngste Tag fiele, der alte Geist abgeschlossen werden und ein höherer beginnen sollte. Gründen Sie im Namen Seiner Majestät ein Erdensekretariat der Genauigkeit und Seele; alle anderen Aufgaben sind vorher unlösbar oder nur Scheinaufgaben!»“

In der irritierten Parallelgesellschaft findet Ulrich dafür noch am ehesten bei Graf Leinsdorf selbst Verständnis, bleibt dem leicht aufgebrachten Arnheim aber die Konkretisierung dessen schuldig, was der als „eine Art synthetischer Erzeugung des richtigen Lebens“ bezeichnet. Wirkliche Resonanz für seine Aufbrüche zum „anderen Zustand“ findet er erst bei Agathe, die in ihrer Offenheit für das Mystische auf rationale Fundierung weniger zu achten hat als Ulrich, dessen fortlaufende, hemmende Gegenprüfungen unter Vernunftgesichtspunkten sie bald nervlich belasten. In dem Nachlasskapitel Atemzüge eines Sommertags, an dem Musil kurz vor seinem Tod noch gefeilt hat, werden Elemente eines anderen Zustands eindrucksvoll beschworen. Die Geschwister liegen beieinander auf einer Gartenwiese und gelangen dabei in den von Musil gemeinten Zustand von „tagheller Mystik“:

„Ein geräuschloser Strom glanzlosen Blütenschnees schwebte, von einer abgeblühten Baumgruppe kommend, durch den Sonnenschein; und der Atem, der ihn trug, war so sanft, daß sich kein Blatt regte. Kein Schatten fiel davon auf das Grün des Rasens, aber dieses schien sich von innen zu verdunkeln wie ein Auge. Die zärtlich verschwenderisch vom jungen Sommer belaubten Bäume und Sträucher, die beiseite standen oder den Hintergrund bildeten, machten den Eindruck von fassungslosen Zuschauern, die, in ihrer fröhlichen Tracht überrascht und gebannt, an diesem Begräbniszug und Naturfest teilnahmen. Frühling und Herbst, Sprache und Schweigen der Natur, Lebens- und Todeszauber mischten sich in dem Bild; die Herzen schienen stillzustehen, aus der Brust genommen zu sein, sich dem schweigenden Zug durch die Luft anzuschließen. […] Wie in diesem Augenblick hatte der Garten also schon einmal geheimnisvoll verlassen und belebt ausgesehen, und zwar in der Stunde, nachdem ihr von den Büchern ihres Bruders die mystischen Bekenntnisse in die Hand gefallen waren. Die Zeit stand still, ein Jahrtausend wog so leicht wie ein Öffnen und schließen des Auges, sie war ans Tausendjährige Reich gelangt, Gott gar gab sich vielleicht zu fühlen. Und während sie, obwohl es doch die Zeit nicht mehr geben sollte, eins nach dem anderen empfand; und während Ulrich, damit sie bei diesem Traum nicht Angst leide, neben ihr war, obwohl es auch keinen Raum mehr zu geben schien, schien die Welt, unerachtet dieser Widersprüche in allen Stücken erfüllt von Verklärung zu sein.“

## Rezeptionsaspekte
Als Band I von Der Mann ohne Eigenschaften knapp drei Wochen nach Musils 50. Geburtstag im November 1930 erschien, wurde das Werk in Zeitungsbesprechungen teils hymnisch gefeiert: „Hier wird in klassischer Breite, Gelassenheit und Durchdenkung vom höchsten Bildungsgebirgsrat aus der große Gesellschaftsroman neu geschaffen. Kein Buch ist so sehr der ‚Wilhelm Meister‘ unserer Epoche wie dieser Roman: eine Aufrollung des Ideenwirrwarrs, eine Sichtung, eine Klärung“, hieß es in der Vossischen Zeitung. Im Berliner Börsen-Courier urteilte Oskar Maurus Fontana: „Ein unaufhaltsamer Angriff gegen unsere Wirklichkeit, vorgetragen von leidenschaftlicher Erbitterung und unterstützt von einem Maschinengewehr der Ironie. Ein riesenhaftes Panorama unseres Seins. Klüger und geistiger fundiert, voll einer so lateinischen Klarheit des Denkens und Fühlens ist keiner der deutschen Romane der letzten Jahrzehnte gewesen.“
Anlässlich des am 19. Dezember 1932 ausgelieferten zweiten Bandes würdigte Thomas Mann, der Musil mit dem Zauberberg zuvorgekommen war und ihm dabei mit der Parallelität der auf den Ersten Weltkrieg zulaufenden Handlung sehr zu denken gegeben hatte, das Werk höchst anerkennend: „Ein dichterisches Unternehmen, dessen einschneidende Bedeutung für die Entwicklung, Erhöhung, Vergeistigung des deutschen Romans außer Zweifel steht. Dies funkelnde Buch ist gottlob kein Roman mehr – ist es darum nicht mehr, weil, wie Goethe sagt, ‚alles Vollkommene in seiner Art über seine Zeit hinausgehen und etwas anderes Unvergleichbares werden muß‘.“
Im bald darauf etablierten nationalsozialistischen Deutschland wurden Musils Werke zwar nicht wie andere kurzerhand verboten oder gar öffentlich verbrannt; doch wurde er nun kaltgestellt und zunehmend vergessen, zumal die angekündigte Romanfortsetzung nicht mehr erschien. Wenige Monate nach dem Anschluss Österreichs verließen seine Frau Martha und er Wien in Richtung Schweiz, wo Musil in den letzten Lebensjahren wiederum hauptsächlich mit der Überarbeitung seiner Manuskripte für die noch nicht publizierten Teile von Der Mann ohne Eigenschaften beschäftigt war.
Das Interesse an Musils Hauptwerk setzte wieder ein, nachdem erst Musils Witwe Martha und dann Adolf Frisé in ihren jahrelangen Bemühungen um die Ordnung von Musils literarischem Nachlass zu einem Zwischenergebnis gelangt waren. Zu der darauf aufbauenden Forschung meinte Gunther Martens 1999, „daß es sich trotz der Interpretationsindustrie, die sich nun schon seit 40 Jahren über den Roman hergemacht hat und die gerade in den letzten Jahren einen bisher noch nie gesehenen Höhepunkt erreicht hat, noch immer lohnt, den Roman zu untersuchen, weil man ihn einfach nicht zu Ende lesen kann und er also kaum ‚ausinterpretiert‘ werden kann.“ Die Vielzahl der Deutungsansätze macht die Auswahl und Beschränkung auf einige besonders markante Rezeptionsaspekte unvermeidlich.

### Schlüsselwerk zu Autor und Epoche
Die vielfältigen Übereinstimmungen zwischen Romanheld und Romanautor sind nicht erst Musils akribischem Biographen Karl Corino beim Nachvollziehen von dessen Werdegang und Werk bewusst geworden; sie wurden in der Auseinandersetzung mit dem Der Mann ohne Eigenschaften bereits bei zeitgenössischen Bekannten Musils thematisiert. So bezeugte Wolfdietrich Rasch, der mit Musil nach eigenem Bekunden 1932 mehrere Gespräche geführt hatte: „Dem Erzähler wie Ulrich erscheint die Umwelt in der Perspektive einer totalen Ironie, in der jede Einzelheit mit Vorbehalt gegeben ist. In dieser Sehweise wie überhaupt in der persönlichen geistigen Struktur ist Ulrich sehr weitgehend mit Musil selbst gleichzusetzen. Dennoch ist Ulrich als Gesamtfigur nicht ohne weiteres und nicht in jedem Zug ein Bild Musils selbst.“
Schelling zitiert Musils Tagebuch „Ich will zuviel auf einmal! […] Und ich weiß zu selten, was ich will“, und merkt an: „Dieses Wort Musils, das eine seiner tiefsten und erschreckendsten Selbsteinsichten ist, gilt auch für Ulrich. Er möchte sich die ungeschiedene Totalität der Möglichkeiten bewahren, vor der alle realen Möglichkeiten und Erfüllungen nichtig sind.“ Im nämlichen Motiv-Kontext verweist Schelling auf eine Betrachtung Ulrichs in Der Mann ohne Eigenschaften:

„Im Grunde wissen in den Jahren der Lebensmitte wenig Menschen mehr, wie sie eigentlich zu sich selbst gekommen sind, zu ihren Vergnügungen, ihrer Weltanschauung, ihrer Frau, ihrem Charakter, Beruf und ihren Erfolgen, aber sie haben das Gefühl, daß sich nun nicht mehr viel ändern kann. Es ließe sich sogar behaupten, daß sie betrogen worden seien, denn man kann nirgends einen zureichenden Grund dafür entdecken, daß alles gerade so kam, wie es gekommen ist; es hätte auch anders kommen können; die Ereignisse sind ja zum wenigsten von ihnen selbst ausgegangen, meistens hingen sie von allerhand Umständen ab, von der Laune, dem Leben, dem Tod ganz anderer Menschen, und sind gleichsam bloß im gegebenen Zeitpunkt auf sie zugeeilt. So lag in der Jugend das Leben noch wie ein unerschöpflicher Morgen vor ihnen, nach allen Seiten voll von Möglichkeiten und Nichts, und schon am Mittag ist mit einemmal etwas da, das beanspruchen darf, nun ihr Leben zu sein, und das ist im ganzen doch so überraschend, wie wenn eines Tages plötzlich ein Mensch dasitzt, mit dem man zwanzig Jahre korrespondiert hat, ohne ihn zu kennen, und man hat ihn sich ganz anders vorgestellt.“

Als ein „wahres Kompendium der geistigen Strömungen der Zeit, eine umfassende Bilanz“ sieht Rasch das Werk Musils an, das aber nicht als bloße Schilderung einer vergangenen Epoche zu verstehen sei. Um die reale Erklärung eines realen Geschehens sei es Musil nicht gegangen, für den sich die Tatsachen „überdies immer vertauschbar“ darstellten. Von der Verfügbarkeit der Erfahrungstatsachen macht Musil beispielsweise im Roman reichlich Gebrauch, wenn er im Kakanien-Kapitel „eine Art überamerikanische Stadt“ ansiedelt, „wo alles mit der Stoppuhr in der Hand eilt oder stillsteht.“

„Luft und Erde bilden einen Ameisenbau, von den Stockwerken der Verkehrsstraßen durchzogen. Luftzüge, Erdzüge, Untererdzüge, Rohrpostmenschensendungen, Kraftwagenketten rasen horizontal, Schnellaufzüge pumpen vertikal Menschenmassen von einer Verkehrsebene in die andre; man springt an den Knotenpunkten von einem Bewegungsapparat in den andern, wird von deren Rhythmus […] ohne Überlegung angesaugt und hineingerissen, spricht hastig in den Intervallen dieses allgemeinen Rhythmus miteinander ein paar Worte […] man ißt während der Bewegung, die Vergnügungen sind in anderen Stadtteilen zusammengezogen, und wieder anderswo stehen die Türme, wo man Frau, Familie, Grammophon und Seele findet.“

Mülder-Bach erkennt darin „die Vision einer gigantischen technisch-sozialen Maschine“. Musil gebe das todgeweihte Kakanien des Jahres 1913 in gewisser Hinsicht als »fortgeschrittensten Staat« sowie als „Modell einer Posthistorie“ zu lesen. Für Hartmut Böhme spielt Musil die in den 1920er Jahren sich verbreitenden Ideen und Wahrnehmungsmodalitäten des „Amerikanismus“ und des „Fordismus“ konsequent durch: Mobilität und Vermassung der Millionenstädte, Industrieproletariat und Dienstleistungsgesellschaft, der Siegeszug von Funktionalismus, Design und Metropole. „Was Musil in satirischer Überzeichnung, als Quintessenz der Moderne ins Bild bringt, ist die funktional differenzierte Kapitale, wie sie in den 1920er Jahren unter dem Stichwort „Amerikanismus“ diskutiert wurde, aber die Stadtentwicklung bis in die 1970er Jahre bestimmte.“
Seeger hält sich bei der Deutung des Romanwerks vor allem an Musils Vorgabe: „Alle Linien münden in Krieg.“ Musils Erzählkunst gleicht für ihn dem Anlaufen einer Maschine, aus der sich „bald ein gleichmäßiger und in seiner Bestimmtheit etwas unheimlicher Takt heraushören läßt.“ Die Parallelaktion mit ihren Luftnummern und Luftschlössern wird zur Chiffre für den von Illusionen beförderten Untergang der k. u. k. Monarchie, als sie sich in den Ersten Weltkrieg stürzt. Seeger sieht Musils Diotima schon zu Beginn der Tagungen in ihrem Hause diesbezüglich als Vorbotin:

„Ein unbestimmtes, spannendes Glücks- und Erwartungsgefühl hatte sie die ganze Zeit über immer höher gehoben; nun glich ihr Geist einem ausgekommenen, kleinen, bunten Kinderballon, der herrlich leuchtend hoch oben gegen die Sonne schwebt. Und im nächsten Augenblick zerplatzte er.“

Joseph Vogl weist auf die Verschränkung der Vorkriegshorizonte des Ersten und Zweiten Weltkriegs in Musils zwar bereits im ersten Jahrzehnt des 20. Jahrhunderts projektiertem, aber erst 1930 erschienenem ersten Werkteil hin. In den 1920er Jahren sei der Roman zu einem Vorhaben geworden, „das in der vergangenen Vorkriegszeit mehr und mehr die gegenwärtige Epoche zu lesen versucht und sich den Schwingungen der Zeitschichten überlässt.“ Die angespannte Lage am Vorabend des Ersten Weltkriegs verschmelze im Schreibprozess gleichsam mit den Bedrängnissen Musils durch den aufziehenden Nationalsozialismus. Es sei ihm nun darum gegangen, die Katastrophe beider Kriege, des zurückliegenden wie des künftigen, „zu entziffern, bevor sie passieren.“ So durchfahre man mit diesem Text „wie in einem Lift die Vor- und Zwischenkriegszeiten des vergangenen Jahrhunderts und kommt schließlich in unserer Gegenwart an.“
Rosario Assunto erkennt in der Form des Werkes die Spuren der Auseinandersetzung mit dem Logischen Positivismus. Ludwig Wittgenstein habe die Beantwortung der brennendsten Fragen aus dem Aufgabenbereich der Philosophie ausgeschlossen. Das logisch-abstrakte Denken habe die Lebensweisheit verdrängt; diese könne nur im Roman überleben. Dazu zitiert er Musil, der seinerseits wörtlich Friedrich Schlegel zitiert: „Die Romane sind der sokratische Dialog unserer Zeit. In diese liberale Form hat sich die Lebensweisheit vor der Schulweisheit geflüchtet.“ Die Position teilt Assunto zufolge der Maschinenbauingenieur Musil mit dem Textilmaschinentechniker Hermann Broch.

### Kalkulierter Utopieversuch
Was das Tun und Lassen von Musils Ulrich als maßgebliches Motiv bestimmt, ist die Suche nach dem rechten Leben als Gegenentwurf zu dem als falsch erkannten bisherigen. „Diese Frage des rechten Lebens ist es, die den Romanhelden Ulrich das ganze umfangreiche Buch hindurch bewegt“, konstatiert Strelka, „von seiner sinnlosen Beschäftigung mit der sogenannten »Parallelaktion« über sein Interesse für den Mörder Moosbrugger und seinen Erlösungsversuch durch Agathe bis zur Schöpfung seiner Utopie eines motivierten Lebens. Diese Frage des rechten Lebens ist es auch, die den Dichter Robert Musil, das Urbild der Wirklichkeit jener autobiographischen Figur Ulrich, zeit seines Lebens beschäftigte, nach dem er drei ebensolche jugendliche Versuche, ein bedeutender Mensch zu werden, aufgegeben hatte.“
In den Kapiteln 61 Das Ideal der drei Abhandlungen oder die Utopie des exakten Lebens und 62 Auch die Erde, namentlich aber Ulrich, huldigt der Utopie des Essayismus werden Bedingungen und Beschaffenheit von Utopien im Sinne Ulrichs bzw. Musils behandelt. Laut Mülder-Bach geht es dabei nicht um einen Idealzustand, sondern um die „experimentelle Erkundung einer Lebensmöglichkeit“ – zwar in der Wirklichkeit bereits angelegt, aber durch gegebene Umstände nicht zur Entfaltung gekommen. Aus dem Exaktheitsideal ergibt sich für Menges die Verneinung der unmittelbaren Anschaulichkeit und in struktureller Übereinstimmung mit der Mathematik „eine auffallende Neigung zur Abstraktion“. Das Abstrakte sei allerdings nicht nur das Intellektuelle und Unanschauliche, sondern zugleich das Phantastische und Imaginäre. Musils Utopiekonzept gleicht der Funktion, die er der Dichtung in einer Tagebuchnotiz zugeschrieben hat: Sie sei „eine Brücke, die vom festen Boden sich so wegwölbt, als besäße sie im Imaginären ein Widerlager.“
Wie stark Ulrichs Rückversicherungsbestreben hinsichtlich der erlernten wissenschaftlichen Denkgenauigkeit ausgeprägt ist, zeigt sich, als Agathe seinem Hang zur Utopie, den sie teilt, nachgeht und ihn befragt, woran er glaube:

„«Ich glaube, man kann mir tausendmal aus den geltenden Gründen beweisen, etwas sei gut und schön, es wird mir gleichgültig bleiben, und ich werde mich einzig und allein nach dem Zeichen richten, ob mich seine Nähe steigen oder sinken macht. Ob ich davon zum Leben geweckt werde oder nicht. Ob bloß meine Zunge davon redet und mein Gehirn oder der strahlende Schauder meiner Fingerspitze. Aber ich kann auch nichts beweisen. […] Aber ich glaube vielleicht, daß die Menschen in einiger Zeit einesteils sehr intelligent, andernteils Mystiker sein werden. Vielleicht geschieht es, daß sich unsere Moral schon heute in diese zwei Bestandteile zerlegt. Ich könnte auch sagen: in Mathematik und Mystik. In praktische Melioration und unbekanntes Abenteuer!» Er war seit Jahren nicht so offen aufgeregt gewesen. Die «Vielleicht» in seiner Rede empfand er nicht, die erschienen ihm nur natürlich. […] Sie hörte, wie er immer wieder vorsichtig alles zurücknahm, wozu er sich hinreißen ließ, und seine Worte schlugen wie große Tropfen von Glück und Traurigkeit an ihr Ohr.“

Precht spricht Musils Reflexionsanstrengungen zum Utopischen jede ernsthafte Realisierungsabsicht in der Lebenswirklichkeit ab: Die im Roman entworfenen Utopien des exakten, des essayistischen und des motivierten Lebens seien „ein rein literarisches Spiel mit verschiedenen denkbaren Alternativen.“ Grundlegend für Musils Romankonzept sind laut Pekar einerseits das Prinzip der Trennung, für die das Seinesgleichen der Parallelgesellschaft steht, und andererseits das Prinzip der Vereinigung, wie von den „Zwillingsgeschwistern“ angestrebt. Den utopisch-mystischen Hintergrund dafür bildete Musils Gedicht von 1923 Isis und Osiris, von dem der Verfasser im Tagebuch festhielt, es enthalte «in nucleo den Roman». Die Funktion der Mondgöttin Isis, die den Bruder Osiris aus der Unterwelt rettet, hat für Ulrich im Roman Agathe, die auch mehrfach mit dem Mond in Verbindung gebracht wird. In dem Nachlasskapitel Beginn einer Reihe wundersamer Erlebnisse gelangen Ulrich und Agathe in einen ungekannten schwebenden und wie schwerelosen Gefühlszustand, in dem ein Steigen und ein Sinken zugleich spürbar werden. Ausgelöst wird er dadurch, dass Agathe von ihrem Bruder überraschend hochgeworfen und wieder aufgefangen wird:

„Aber als Agathe ihr Erschrecken überwand und sich nicht sowohl durch die Luft fliegen als vielmehr in dieser ruhen fühlte, von aller Schwere plötzlich entbunden und an deren Stelle von dem sanften Zwang der allmählich langsamer werdenden Bewegung gelenkt, bewirkte es einer jener Zufälle, die niemand in seiner Macht hat, daß sie sich in diesem Zustand wunderbar besänftigt vorkam, ja aller irdischen Unruhe entrückt; mit einer das Gleichgewicht ihres Körpers verändernden Bewegung, die sie niemals hätte wiederholen können, streifte sie auch noch den letzten Seidenfaden von Zwang ab, setzte gleichsam im Fall noch das Steigen fort und lag niedersinkend als eine Wolke von Glück in seinen Armen. […] Sie schlangen fragend einander die Arme um die Schultern. Der geschwisterliche Wuchs der Körper teilte sich ihnen mit, als stiegen sie aus einer Wurzel auf. Sie sahen einander so neugierig in die Augen, als sähen sie dergleichen zum erstenmal. Und obwohl sie das, was eigentlich vorgegangen sei, nicht hätten erzählen können, weil ihre Beteiligung daran zu inständig war, glaubten sie doch zu wissen, daß sie sich soeben unversehens einen Augenblick inmitten dieses gemeinsamen Zustands befunden hätten, an dessen Grenze sie schon so lange gezögert, den sie einander schon so oft beschrieben und den sie doch immer nur von außen geschaut hatten.“

Das so beschriebene „bewegliche Gleichgewicht, in dem ein Steigen und Sinken sich austarieren“, ist für Mülder-Bach ein Gegenbild zu den von Musil beobachteten Erstarrungen in Politik und Gesellschaft. Das Glück der Geschwister werde damit zu einer Figur des Ausgleichs und der Balance von Differenzen.

### Roman ohne Ende
Die nachgelassenen Materialien zum Mann ohne Eigenschaften, mit denen das publizierte Werk hätte ergänzt und zu Ende geführt werden sollen, erstrecken sich in der von Frisé erarbeiteten Fassung noch einmal über mehr als eintausend Seiten. Darin enthalten sind die 20 Druckfahnenkapitel, die Musil nach nochmaliger Fristverlängerung im April 1938 hätte in Druck geben wollen. Dieses Vorhaben war hinfällig, als Nazideutschland am 12. März in Österreich die Macht übernahm; denn nach der gerade noch geglückten Flucht seines damaligen Verlegers Gottfried Bermann Fischer schwanden für Musil vorerst alle Chancen auf gedruckte Neuerscheinungen. Inhaltlich ergab sich aus den etwa 300 anvisierten Druckseiten laut Corino nichts, „was den Autor und seine beiden Hauptfiguren auf einen bestimmten Fortgang festgelegt hätte.“ Vielmehr begann demnach „Musils größtes essayistisches, die Grenzen des herkömmlichen Romans endgültig sprengendes Abenteuer – die Abfassung jener Kapitel über Gefühlspsychologie, an die sich kein zweiter Schriftsteller dieses Jahrhunderts so hätte wagen können und die er schließlich selbst für gescheitert hielt.“
Für Mülder-Bach zeigt sich in den Druckfahnenkapiteln ein „Garten der Pfade, die sich unabsehbar verzweigen.“ Es sei nicht erkennbar, wie man darin je von einem Ende zum anderen hätte gelangen können, wiewohl Musil immerfort daran gearbeitet habe, „Verzweigung und Verkettung auf ein Ende hin auszurichten“. Bei dem andauernden Versuch, gleichnishafte Schwebelagen und Gleichnisgeschichten zu verknüpfen, komme es zu einem fatalen Wiederholungszwang: „Er ist auch darum ein furchtbarer – und nicht zuletzt für den Leser, der sich ihm aussetzt, quälender – Sog, weil die Wiederholung nie zu einer Entscheidung der Schwebelagen führt, weil sich aus ihr kein »Ende des Weges« ergibt.“
Die von Musil als Wendekapitel des Romans angelegte „Reise ins Paradies“, bei der sich Ulrich und Agathe geschlechtlich vereinigen und bestätigt finden, dass der utopische „andere Zustand“ nicht von Dauer sein kann, war bereits in den frühen Entwürfen angelegt; doch wurde sie seit Mitte der 1920er Jahre im Konzept immer weiter nach hinten verschoben und blieb schließlich ein nicht mehr bearbeitetes Fragment. Nicht nur den ernüchternden Ausgang der Geschwisterliebe, auch die Einmündung des dem Untergang geweihten kakanischen Treibens in den Weltkrieg hat Musil nicht mehr ausgeführt.
In seiner relativierenden Erzählweise, so Menges, biete der Roman keine eindeutige Perspektive, „es sei denn die der grenzenlosen Offenheit.“ Die vermeintliche Resultatlosigkeit sei nichts anderes „als eine Folge der ständigen und um äußerste Gewissenhaftigkeit bemühten Kritik und Selbstkritik; es ist die Resultatlosigkeit der chronischen Reflexion […] Der perspektivische Relativismus erhebt jene Reflexion zum Dauerzustand, die sich immer wieder und ohne Abschluß zu finden der Wirklichkeitsgeltung unserer Wahrnehmungen und Realitätskonzepte zu versichern sucht.“ Ebenfalls im Sinne einer inneren Logik der Musilschen Absichten erwägt Precht die Unabgeschlossenheit des Romanwerks: In entsprechender Perspektive unterminiere „der nicht nur formale, sondern explizit thematische kategorische Konjunktiv des Romans“ jedes denkbare Ende. Norbert Christian Wolf, der sich an Pierre Bourdieus Analyse von Gustave Flauberts Roman L’Éducation sentimentale orientiert, hält das von Bourdieu auf Flaubert gemünzte Wort auch für Musil zutreffend, wonach Flaubert mit der Totalität des literarischen Universums in Verbindung trete, in das er eingefügt sei und dessen gesamte Widersprüche, Schwierigkeiten und Probleme er auf sich nehme.
Für Rasch ist die Nichtfixierbarkeit des „anderen Zustands“, um den Musils Denken und Schreiben zu kreisen nicht aufhört, eine notwendige Erfahrung und Erkenntnis des Romanhelden, „weil gerade der Möglichkeitsmensch in der Gefahr steht, in seiner Loslösung vom fest Gegebenen sich an das Unmögliche zu verlieren.“ Sinn des Utopismus sei es aber, „statt vom niemals Realisierbaren zu träumen, sich auf das Mögliche hinzubewegen, das eines Tages Wirklichkeit werden könnte.“ Schon aus der Sicht von Rasch war ein innerer Fragmentarismus des Romans ursächlich für dessen Nichtvollendbarkeit und rechtfertigte einen offenen Schluss: „In höchster Verantwortung läßt sich eine abschließende Antwort auf die Frage nach dem rechten Leben in diesem Zeitalter nicht geben, nicht einmal andeuten. Aber gerade das Nichtwissen dieser Antwort macht es möglich, die Frage so radikal und kompromißlos zu stellen, wie es in diesem Roman geschieht.“